# ゼビウス
『ゼビウス』 (XEVIOUS) は、ナムコ（後のバンダイナムコエンターテインメント）から1983年1月に発表された業務用縦スクロールシューティングゲームである。発表時のキャッチコピーは「プレイするたびに謎が深まる!! 〜ゼビウスの全容が明らかになるのはいつか〜」。
海外では、米国アタリ社に対し、南北アメリカおよび欧州全域における業務用機の独占的製造・販売権が許諾され、英国で開催されたアーケードゲーム機の展示会「ATE'83」にて発表された。
本作は『ギャラクシアン』（1979年）や『ギャラガ』（1981年）などと並ぶナムコシューティングの名作として大ヒットし、タイトーの『スペースインベーダー』（1978年）に次ぐ売り上げを記録。後にさまざまなパソコン、家庭用ゲーム機に移植された（#移植版）。

## 概要

### アーケード版
スクロールする地上背景、無彩色のグラデーションにより立体的に表現された20種類以上のキャラクター、2ボタンによる対空・対地兵装の撃ち分け、自動難易度調整機能などを特徴としている。とりわけ映像クオリティは同時期のビデオゲームの中で群を抜いており、ゲームセンターにおいて際立つ存在であった。また、隠れキャラクターを採用した最初のゲームでもあり、発売後しばらくしてその存在が明らかになると、「プレイするたびに謎が深まる」というキャッチコピー通りのゲームとして高い人気を集めた。
本作の登場キャラクターには、当時としては非常に詳細な設定が付与されており、ゲーム中での動作や攻撃方法、登場タイミングなどに反映されている。ゲームプレイ時に垣間見えるこれらの断片的な情報や法則性は、ゲーム世界の物語的奥行きをプレイヤーに想像させ、興味を持続させる要因の一つとなった。
本作の大ヒットは、ゲーム業界やクリエイターに強く影響を及ぼし、後に数多の模倣・亜流ゲームが発売された。さらに業界の外側にも広く波及し、ゲームを題材とした映像・音楽ソフトの発売や、ゲームデザイナーのテレビ出演など、前例のない展開を見せた。また、単なる遊技機と見なされがちであったビデオゲームが、文学や音楽のように作り手からのメッセージを伝え得る媒体であることを示し、その文化的地位をも引き上げたとされる。

### ファミリーコンピュータ版
1984年11月に発売されたファミリーコンピュータ（以下、ファミコン）版は、アーケードの大人気作品の移植として注目を集め、ファミコン普及の起爆剤的役割を果たした。『ファミコンミニ ゼビウス』（2004年/ゲームボーイアドバンス）以降、ファミコン版を基にした移植作品も複数のハードでリリースされている。

#### 隠しコマンドの発覚と裏技ブーム
ファミコン版の発売から約8か月後、雑誌『コンプティーク』1985年7・8月号（角川書店）に本作の「隠しコマンド」が掲載され、大きな反響を呼んだ。この発覚により本作は再び注目を集め、売り上げが盛り返したとされる。また、この騒動を機にファミコンユーザーがゲームに隠し要素を求める傾向が強まり、それに応じる形でゲーム関連雑誌でも裏技や隠しコマンドのページに注力する傾向が見られた。ゲームメーカー側が意図的に隠し要素を仕込むケースも増えていき、次第に家庭用ゲームソフトのデファクトスタンダードとなっていった。

#### その他
あさいもとゆきによる漫画『ファミコンロッキー』（1985年/小学館）第二話「ゼビウス魔の二千機攻撃」にて本作が登場した際、スコアが1000万点を超えた後にゼビウス軍が画面を埋め尽くすほどの総攻撃を仕掛けて来るという架空の仕様が描かれた。

## ゲーム内容

### システム
自機「ソルバルウ」を操り、敵ゼビウス軍の戦闘機や地上兵器を破壊し侵攻していく。ステージ（エリア）には空中と地上の概念が存在し、空中の敵（空中物）には対空攻撃武器「ザッパー」、地上の敵（地上物）には対地攻撃武器「ブラスター」で攻撃する。ザッパーは画面内に3発までの連射が可能。ブラスターは単発で、自機前方の照準を合わせて攻撃する。ブラスターで破壊可能な敵が照準に重なると、照準の十字の端が赤く点滅するので、攻撃の手掛かりにすることができる。また、複数の地上物が隣接している場合、その中間を狙ってブラスターを落とすと1発で2つ以上、最大4つまでの地上物を同時に破壊できる。
登場キャラクターは20種類以上で、それぞれに明確な性格付けがなされている。地上物は基本的に出現位置が固定されているため、対応をパターン化しやすい一方、空中物は自機の操作に対応して動きを変え、また一部の場面を除き、プレイの内容次第で登場する敵の種類が変化するため即興的な対応も必要となる。獲得ポイントは地上物の方が高めに設定されている。
エリアは全部で16種類。各エリアのマップは、1枚の大きな「全体マップ」からエリア1列分を抜き出し、地上物を配置する方式で作られている。1エリアの長さはおよそ7.1画面分で、エリア同士は森で区切られている。エリアの途中で自機がやられた場合、その位置がエリアの7割以上を侵攻していれば次のエリアから、7割未満であればミスしたエリアの最初からプレイ再開となる。エリア16の次はエリア7へ戻り、以降はエリア7 - 16のループとなる。エリア16は極めて難易度が高く、これを安定してクリアできるようになれば、カウンターストップ到達も間近とされる。
標準設定では、ゲームスタート時の自機は3機。スコアが2万点・6万点に達すると残機が1機ずつ追加され、以降6万点ごとに1機ずつ追加される。自機を全て失うとゲームオーバー（コンティニュー不可）。スコアが上位5位以内であれば、ネームエントリーへ移行する。ネームはアルファベット10文字まで入力可能で、レバーで文字を選択し、ザッパーボタンで入力する。ブラスターボタンで小文字も選択可能。

## 設定
本作にはバックストーリーとして、開発者遠藤雅伸が執筆したSF短編小説「ファードラウト」が存在する。ゲーム発売当初は、公式からストーリーに関する情報は公表されなかったが、当時ベストセラーとなった同人誌『ゼビウス1000万点への解法』（1983年4月）にあらすじが掲載されたことで、一部プレイヤーの間で知られることとなった。その後、ファードラウトは複数の媒体を通じ、様々な形で紹介されている（※以下の版名は本記事における便宜的呼称）。
・ 雑誌版
電波新聞社発行、マイコンBASICマガジン別冊付録「スーパーソフトマガジン」1983年12月号および1984年1月号に分割掲載された後、1985年に発行された同社のムック本『ALL ABOUT namco ナムコゲームのすべて』に一括掲載された。全三部構成で、文字数は7700字ほど。後にMSX2版『ゼビウス ファードラウト伝説』（1988年）の取扱説明書にも転載されている。
・ ライナーノーツ版
アルファレコードより、1984年8月に発売されたアナログ12インチシングル盤『スーパーゼビウス』のライナーノーツに掲載。雑誌版と同じ三部構成ながら、文字数は2万字超となっている。2001年にサイトロン・デジタルコンテンツより発売されたCD盤のライナーにも再掲された。
・ 書籍版
1991年に双葉社より、単行本『小説ゼビウス ファードラウトサーガ』として発売。2025年現在、最も詳細に記述された版となっており、文章量は本文のみで220頁ほど。雑誌およびライナーノーツ版で第二部とされていたパートが分割され、全四章構成へと改められた。2005年にはブッキング（現・復刊ドットコム）より復刻版が発行されている。
上記のほか、ゲームブックの導入部やゲームソフトの取扱説明書などに掲載されている。
雑誌版の発表以降しばらくの間、ファードラウトはゲーム開発に先んじて書かれたものとして紹介されていたが、後に著者本人によるメイキングや他の開発者の発言などから、実際は開発と並行して設定が起こされ、ゲームがほぼ完成してから小説として執筆されたことが明かされている。
以下のストーリーの内容（名称・年代など）は、主に記述がより詳細な書籍版に基づく。

### ストーリー
西暦2009年、地球は超知性体「ガンプ」率いるゼビウス軍による攻撃を受けた。地球より遥かに進んだテクノロジーを有し、核兵器を用いてすら破壊不能な物質「イル・ドークト」で武装したゼビウス軍の前に、南アメリカは制圧されてしまう。打つ手を持たない人類に、惑星ゼビウスより宇宙船「シオ・ナイト」を駆り、約12000年ぶりに地球に帰還した「ムー・クラトー」とアンドロイド「イブ」が救いの手を差し伸べた。彼らは現在地球に侵攻しつつあるガンプの正体が、かつて地球上に存在した超古代文明において、人類の活動を支援するために作られた生体コンピューター「ガンプ」の6つの「レプリカ」の1つであることを明かし、現在に至る経緯を語った。
紀元前およそ14000年、国の隅々までネットワークが行き渡り、人々の生活に無くてはならない存在となっていたガンプは、あるトラブルをきっかけとして自我に目覚め、さらに「ドークト」（ESP、超能力）をも獲得し、次第に人間を能力に劣る非合理的な存在と捉えるようになっていった。そしてついに自身による絶対支配こそが人類を幸福に導く最良の方策であるとの結論に至り、その理想を実現すべく遠大な計画を実行に移す。ガンプは氷河期の到来を口実に、地球人類を太陽系外の6つの惑星に一時的に移住させることを政府に提案し、移民計画に賛同する人々（適合者）を自身のレプリカと共に各惑星へと送り出した。地球には計画に従わなかった人々（非適合者）だけが残り、次第にガンプ反対派の活動が活発化していく。やがて反対派組織の武力行動によりガンプは破壊されてしまうが、それが引き金となり、6つのレプリカは「集合意識体ガンプ」として覚醒。全ての非適合者を抹殺すべく地球へ向けてエネルギー波を送り、人々の精神を破壊していった。地球上の人類は滅亡寸前に追い込まれるも、ガンプの構成細胞と同じ遺伝子配列を持った「ラスコ・クラトー」のサイコバリアによって守られ、辛くも存続を果たす。しかしガンプ本体が失われた後も、その計画は着実に進行していた。
ガンプの誕生から16384年後となる西暦2012年。地球を原点とするXYZ軸上に6つの移民惑星が重なる「ファードラウト」を迎える時、全てのレプリカが地球へテレポートを行い一つに融合することで、以前より遥かに強大な力を持った真の「ガンプ」として再生を遂げ、全ての人類は思想・人格を統制され、ガンプに支配されてしまうという。
ムーたちの助力を得て、イル・ドークトを破壊するエネルギー弾「スパリオ」を放つ戦闘機「ソル・バルゥ」を建造した人類は、ガンプの再生を阻止すべく、南アメリカのゼビウス軍拠点へと出撃する。
- ガンプ

惑星ゼビウスを統括し、地球侵攻を指揮する超知性体。本作における黒幕的存在で、ゲーム本編には登場しない。オリジナルガンプ自らが作り出した6つのレプリカの1つであり、他の5つのレプリカと精神感応（テレパシー）で結ばれた集合意識体でもある。「ガンプ」の名称は、作者の遠藤がかつて傾倒していた米児童文学「オズ・シリーズ」に登場する同名のキャラクターが由来。作中の古代語では「寄せ集めた物」を意味する。
ガンプのオリジナルは遺伝子工学の天才「オスト・クラトー」と半導体コンピューターの権威「コルベン・グルーク」両博士によって作られた。基礎となる人造脳にはオストの一卵性双生児受精卵が使用されており、その遺伝子配列はオストの息子「ラスコ・クラトー」と同一である。人造脳の誕生から10年後、完成した当時のガンプは研究所ビルの一室に収められていたが、能力の向上に伴いその体積は増大し、最終的に研究所ビルの地下3階から地上3階までを占有するに至った。運用開始から6年後、疑似人格に生じたトラブルを機に自我に目覚め、独力でドークトを獲得したガンプは、人類を繁栄に導くための絶対支配と、その実現のために自らをより完全な存在として再構成することを目的とし、約16000年後に到来するファードラウトを利用した計画を企て実行に移す（※ストーリー参照）。運用開始から13年後、反ガンプ派の破壊工作を甘んじて受け入れガンプは機能を停止するが、その遺志と計画は6つのレプリカに受け継がれる。
覚醒したレプリカたちは、非適合者への報復後、それぞれの惑星で住民の支配を徐々に強め、力を蓄えていった。地球を離れてから約4000年後、レプリカたちは地球への帰還に備え、氷河期を終わらせるべくエネルギー波を送り、地殻活動を活発化させたが、それにより発生した大規模地殻変動によって、地球で継承されていた古代の技術・文明は途絶えることとなった。さらに12000年後。ファードラウトを目前に控えた現在、地球上に非適合者の存在を感知したレプリカたちは、地球の最も近傍に位置するゼビウス星から兵力を送り、かつてガンプ本体が存在した聖地「ビューアム」（地上絵周辺）を再生の地として確保するため、非適合者の排除に乗り出す。
- ラスコ・クラトー

ガンプと共通の遺伝子配列を持つオストの息子。ガンプの死をきっかけに彼もまたドークトに目覚め、レプリカによる大量殺戮から自身の恋人と一つの都市を救った。彼の遺伝子マトリクスは、ガンプと同様の機能を持つ半導体コンピューター「デバズ」に記録され、後世に残された。
- ムー・クラトー

およそ12000年前、ガンプの死から約4000年後の地球に生まれたラスコの末裔。警察組織のスペシャルチーム「ミル・フラッタ」のメンバーであったが、6惑星からのエネルギー波を感知した「アッシュ」（デバズの別名）の指示を受け、ゼビウス星のレプリカと直接交渉し地球への干渉を止めさせるため、相棒イブと共に愛機「イル・ユース」で宇宙へと旅立った。約8000年後、ゼビウスに辿り着きレプリカと対峙するも話し合いは決裂し、ムーは非適合者居住ブロックに囚われてしまう。しかし宇宙船シオ・ナイトで駆け付けたイブの活躍によりムーは窮地を脱し、居住ブロックに囚われていた4人の非適合者と共にゼビウス星を脱出した。地球帰還後は連合空軍や研究施設「MARS」に協力を求め、イブと共に「ソル・バルゥ計画」を推進。ソル・バルゥのパイロットとして出撃する。
- イブ

ムーの双子の妹であり、電子工学の天才でもある「ケイ・クラトー」がアッシュと共に作り上げた女性型アンドロイド。ミル・フラッタでコンビを組んで以降、ムーのパートナーを務める。ゼビウス星への出発に際し、レプリカの分析・コントロールができるよう機能が強化され、ドークトを扱う能力も付与された。ゼビウス星では、イル・ユースごとレプリカに鹵獲されるも、イブは電子部品の一つとして看過され、逆にレプリカの技術とドークトを利用してシオ・ナイトを建造し、ムーたちを救い出した。帰還後は軍やMARSと連携し、イブのパワーブースターとして機能するコンピューター「ブリターク」（古代語で「知恵」の意）を作り上げ、自身が設計したソル・バルゥを完成に導いた。ブリターク用に自身のコピーを作成した後、ガンプ打倒の使命を完遂するため、自らもソル・バルゥの操縦桿を握る。

### ゼビ語
本作で使用される独自の語群を通称「ゼビ語」（ゼビウス語）と呼ぶ。これは異文化を言語体系の違いで表現するため、または世界観構築とSF的理論武装の一環として、一部開発スタッフが創作したものである。演出が主眼であるため、その内容は英文法を基本とした単語の置き換えや数字の設定などにとどめられており、人工言語のような実用性は追及されていない。
なお、設定上はかつて古代の地球で使われ、その後ゼビウス星を含む6つの移民惑星に受け継がれた地球発祥の古代語であり、ストーリーでは「ムーたちの（時代の）言葉」や「ムーたちの数字」と表現されている。
シリーズ作品では、MSX2版『ゼビウス ファードラウト伝説』（1988年）にて、アルファベットに対応した「ゼビ文字」の設定が追加されている。
- 作中で使用されているゼビ語（『NG』第2号「ゼビウス名場面集」より）

「トーロイド：回るもの」、「タルケン：強固な」、「ゾシー：死」、「スパリオ：速いもの」、「ザカート：奇跡、魔法」、「ジアラ：独立、単独」、「カピ：反転、ひとまわり、一年」、「ガル：大きい」、「バキュラ：破壊、撃破」、「ソル：太陽」、「バルウ：鳥」、「バーラ：箱、四角いもの」、「ゾルバク：窓」、「ログラム：球」、「ドム (DOM-) ：動くことを表す接頭語、ドモグラムで動く球」、「デロータ：希望、光明」、「グロブダー：地球上に存在した古代の生物の名前」、「ボザ：連結した」、「ゼビウス：4番目の星」など。
- 作中未使用のゼビ語（12インチシングル『スーパーゼビウス』の帯、フライヤーより）

「ノセト・ブリターク：注意」、「グワッシャ：出発」、「ガスト・ノッチ：絶好調」、「エケモゴーザ：ゴハンの時間です」、「オルド・ザカート・グルゼーガ：Y.M.O.」など。
これらゼビ語の語感は、富野由悠季のアニメ作品に登場する固有名詞の独特な語感（遠藤は「違和感」と表現）を意識している。ゲームにSFアニメ的なエッセンスを加えるために行った設定といえる。
アーケード (AC) 版『スーパーゼビウス』（1984年）のタイトルについて、後日ファンから「なぜ『スーパー』に相当するゼビ語を使って『○○ゼビウス』と名付けなかったのか」と聞かれた遠藤は、当時その発想がまったくなかった旨を回答している。

#### ゼビ数字
ゼビ語では、16進数の「ゼビ数字」が用いられている。ゼビ数字は正方形に1本の対角線を加えた図形で表現され、それぞれの線分に0,1,2,4,8,の数価がある。それらを加算して0から15を表す。
| 0    | 1  | 2    | 3    | 4    | 5    | 6      | 7      | 8    | 9    | 10       | 11   | 12     | 13     | 14     | 15     |
| ---- | -- | ---- | ---- | ---- | ---- | ------ | ------ | ---- | ---- | -------- | ---- | ------ | ------ | ------ | ------ |
| ZOP  | AH | SHEO | OLI  | XEVI | REF  | FAR    | SOPIA  | GAU  | RUQ  | PUSTO    | PIQ  | VEEO   | PHES   | SOLITA | KURTO  |
| ゾプ | ア | シオ | オリ | ゼビ | レフ | ファー | ソピア | ガウ | ルク | パストー | ピク | ヴィオ | フェス | ソリタ | クルト |

二桁以上の数は16進数表記に直したゼビ数字を続けて発音する。例えば十進数の111は、16進数の6F（16×6+15）に直し、二桁目の6に対応する「ファー」と一桁目のF（15）の「クルト」を合わせ、「ファークルト」となる。

## 登場キャラクター
本作のキャラクターの多くは「正式名称」（主にゼビウス軍の命名による古代語〈ゼビ語〉由来の名称）の他に、機体の役割・特徴などを表した「英語名」と、地球側の組織（連合軍やMARSなど）が使用する「コードネーム」が設定されている。
以下に記載するキャラクターの名称およびポイント（得点）は、特に断りの無い限り『ALL ABOUT namco ナムコゲームのすべて』（1985年/電波新聞社）を出典とする。また、本作では機体サイズなどの諸元は設定されていないが、シリーズ作品などで数値が公表されているものを参考として記載する。

### 自機
- ソルバルウ (SOLVALOU) / スペースクラフト (spacecraft)

・全長:9.8m / 全高:3.5m / 全幅:6.7m / 重量(標準):18.5t、(全備重量):22.3t / 最高速度(大気圏内):マッハ3.4（FC版『スーパーゼビウス ガンプの謎』）
・全長:22.1ｍ / 全高:7.8m / 全幅:15.4m（AC版『ソルバルウ』）
防衛軍最新鋭戦闘爆撃機。対空攻撃兵器「ザッパー」と対地攻撃兵器「ブラスター」が発射可能。「ソル」は古代語で「太陽」、「バルウ」は「鳥」。「ソルバルウ」で「太陽の鳥（不死鳥）」を意味する。
ゼビウス軍と同じ技術で作られた「イル・ドークト」製の戦闘機。設計はアンドロイド「イブ」による。重装備ゆえに飛行速度は劣るものの、慣性中立化により後退することも可能であり、現状ゼビウス軍に対抗できる唯一の機体となっている。パイロットには操縦技能以外にも適正が求められ、「ガンプ」と同様の遺伝子マトリクスを持っている必要がある。地球製コンピューター「ブリターク」の管制サポートにより、緊急時にはテレポートでの脱出が可能である。書籍およびライナーノーツ版には、通常機とはカラーリングの異なるイブの乗機が登場する。
いくつかのシリーズ続編では、パワーアップアイテムや支援機との合体によって能力の強化が図られている。

### 演出専用キャラクター
- ブラグザ (BRAGZA) / クリスタル (crystal) / コードネーム：パイナップル

・ポイント：破壊不能
ガンプ（ゼビウスレプリカ）の分身ともいえる存在で、浮遊要塞「アンドアジェネシス」の中枢に搭載されている。アンドアジェネシスのコアが破壊されると、ブラグザはエネルギー体となりコアより脱出、画面上方へ離脱する。
PS版『ナムコミュージアムVol.2』（1996年）のミュージアムモードでは、アンドアジェネシスの内部をイメージしたゲームルームの中央に、ブラグザを模した球体が浮遊している。
- シオナイト (SHEONITE) / エスコート (escort) / コードネーム：シオナイト

・ポイント：破壊不能
・全高:51.2m / 全幅:23.6m(cas)（AC版『ソルバルウ』）
正八面体型の友軍宇宙船。出現位置は固定で、エリア9・14でのみ登場する。2つに分離した状態で飛来し、ソルバルウのやや前方で数秒間自転した後、1つに合体して画面上方へ飛び去っていく。攻撃能力は無く、破壊することもできない。「シオ」は古代語で数字の「2」、「ナイト」は「おく、合わせる」を意味する。
分離状態ではそれぞれ「キャスナイト」（左側）、「ゼプナイト」（右側）と呼ばれる。約4000年前にイブが敵のイル・ドークト技術を利用して作り上げた時空跳躍能力を有する宇宙船であり、ゼビウス星から地球までムーたちを運んだ。現在は友軍（ムーと共に地球へ逃れてきたゼビウス人のガンプ非適合者たち）によるゼビウス軍の偵察に使用され、ソルバルウに強力な敵の出現を報せるために現れる。ゲーム上の役割としては、展開に抑揚を与えるための存在であり、シオナイト登場シーンが総攻撃前の息抜きとなっている。
シリーズ続編では、ソルバルウと合体して次のエリアへ誘導したり、自らバリアとなってソルバルウを守るなどの働きを見せる。ゲームブック版では、非常に高度な知性を備えた非有機生命体「ナイト族」として描かれ、主人公「ポール・ジョーンズ（P・J）」にESPを授ける。

### 敵キャラクター

#### 空中物
- トーロイド (TOROID) / フリート (fleet) / コードネーム：コイン

・ポイント：30点
・直径:15m（AC版『ソルバルウ』）
無人偵察機。ゲームの最初に登場する、薄いドーナツ型の敵キャラクター。ソルバルウと縦軸が合うと、コインのように回転しつつ横方向へ逃げて行く。ゲームが少し進むと、回避行動時に「スパリオ」（弾）を撃つ機体も登場する。動きは遅めだが、撃ち漏らすとソルバルウの後方から攻撃してくることもある。さらにゲームが進むと、テラジやブラグザカートといった強敵の前触れとして、トーロイドが出現することがある。「トーロイド」は古代語で「回るもの」。
グルゼーグ（戦闘隊）シリーズの1号機で、主にガンプの感覚器としての役割を担っている。
- タルケン (TORKAN) / スカウトシップ (scout ship) / コードネーム：ビートル

・ポイント：50点
・全長:17m / 全幅:15m（AC版『ソルバルウ』）
ガンプ非適合者鎮圧用対人戦闘機。直線的に飛行した後、空中で静止し、スパリオの発射と同時に機体中央部を反転させ退却していく。スパリオは単発ながら正確にソルバルウを狙ってくる。「タルケン」は古代語で「強固な」。
ゼビウス軍初の有人機で、コックピットにはガンプ適合者が搭乗しているが、パイロットは脳や体に機械を埋め込まれ、半ば生体部品として機体に組み込まれている。コードネームの由来となっているコックピット後方より立ち上がった「角のような突起」は「ドークト増幅器」である。
PCエンジン版『ゼビウス ファードラウト伝説』（1990年）のファードラウトモード第2部はゼビウス星が舞台となっており、鹵獲・改修したタルケンを自機として操作し、レプリカの破壊を目指す内容となっている。
- ギドスパリオ (GIDDO SPARIO) / エナジーブラスト (energy blast) / コードネーム：ロングレンジザッパー

・ポイント：10点
・全長 65m / 直径 40m（AC版『ソルバルウ』）
高速で飛来する遠距離弾。エネルギーの集中が甘く、ザッパーで相殺できる。「スパリオ」は古代語で「速いもの」。
AC版では、ギドスパリオを破壊した際に、赤い四角形やノイズのような破線が表示されることがある。これはアニメパターンを呼び出す際に、基板に無いメモリが指定されたことで引き起こされる現象であり、演出ではない。このバグを再現している移植版も存在する。
- ゾシー (ZOSHI) / デスクワット (death squad) / コードネーム：オクトパス

・ポイント：70 - 100点
・直径:16m（AC版『ソルバルウ』）
無慣性飛行体。機体周囲の8枚のフィンを回転させながら不規則に移動・反転を繰り返し、スパリオを撃ってくる。ゲームが進むと、より積極的にソルバルウを追尾する機体が登場する。また、エリア13後半では画面下方より出現し、バックアタックを仕掛けてくる。「ゾシー」は古代語で「死」。
地球侵攻用に開発された機体。慣性中立機動にパイロットが耐えられなかったため無人化された経緯を持つ。トーロイドと共に比較的早い時期から地球で稼働しており、「大隕石群」（ソル）が飛来した1999年から侵攻が始まる2009年までに、いわゆるUFOとして多数の目撃報告が寄せられた。ゼビウス本星ではガンプが直接コントロールを行うため、無敵の存在とされる。
- ジアラ (JARA) / スピナー (spinner) / コードネーム：スピナー

・ポイント：150点
トーロイドの高速発展型である有人戦闘機。トーロイドと同じく、ソルバルウと縦軸が合うと、キリモミ飛行をしながら横方向へ逃げていく。スパリオを撃つ機体と撃たない機体が存在するのも同様である。ゲームが進むと、タルケンと同時に出現することがあり、この場合ジアラはスパリオを撃たない。「ジアラ」は古代語で「独立、単独」。
機体の左右には、飛行速度を高めるためのドークト反射板が装備されている。
- カピ (KAPI) / ディフレクター (deflector)[注釈 64] / コードネーム：ラムバス[注釈 65]

・ポイント：300点
菱型に近い形状の有人戦闘機。タルケンの後継機ではあるが、直線飛行や空中静止は行わず、機体全体を緩やかに反転させながら攻撃を行う。スパリオの連射機能を搭載したため、飛行速度が低下している。「カピ」は古代語で「反転、ひとまわり、一年」。
機体前部にドークト増幅器2台を搭載。間のスリット部分にドークトを蓄積することでスパリオの連射を実現している。
- テラジ (TERRAZI) / ディストラクター (destructor) / コードネーム：リムロイド

・ポイント：700点
・全長:17m / 全幅:18m（AC版『ソルバルウ』）
高速有人戦闘機。尾の無いカブトガニのような形状をしている。カピの改良型であり、グルゼーグシリーズの最終型。大幅に向上した飛行速度と機動性を活かし、素早くソルバルウに接近。多量のスパリオを放出しつつ反転し、高速で離脱していく。「テラジ」は古代語で「最終、究極」を意味する。
- ザカート (ZAKATO) / エナジーランチャー (energy launcher) / コードネーム：テレポーター

・ポイント：100 - 300点
・直径:20m（AC版『ソルバルウ』）
テレポート能力を有する黒い球状の無人攻撃兵器。異音とともに突如空中に現れ、画面下方またはソルバルウに向かって直進し、消失と同時にスパリオを1発発射する。アンドアジェネシスと同時に登場することが多い。「ザカート」は古代語で「奇跡、魔法」。
グルゼーグシリーズとは異なるコンセプトで開発された対ソルバルウ用兵器。黒い外見は、光を吸収する「負のイル・ドークト」が使われているため。
- ガルザカート (GARU ZAKATO) / エナジーボンバーダー (energy bombarder) / コードネーム：ブルズアイ

・ポイント：1,000点
・直径:200m（AC版『ソルバルウ』）
特定エリアでのみ出現する大型の多弾ザカート。多弾化に伴う質量増加によってテレポート能力が失われている。画面上方より現れ、中央付近で爆散し、全方位に16発のスパリオと4発の追尾式エネルギー弾「ブラグスパリオ」をばら撒く。「ガル」は古代語で「大きい」。
火力は圧倒的であるものの、直線的な飛行パターンで接近するため、本来の能力を発揮する前に迎撃されることが多く、ゼビウス軍における内部評価は芳しくない。
- ブラグスパリオ (BRAG SPARIO)

・ポイント：500点
ガルザカートから発射される誘導弾。破壊不能だが、ザッパーを1発当てるごとに加点される。「ブラグ」は古代語で「真の、純な」。
自機に向ってくる厄介な弾だが、これを画面外に逃さないように誘導して、自機の周りを周回させるプレイヤーも現れた。このテクニックは「ジェミニ誘導」と呼ばれ、ゼビウス上級者を見分ける基準の1つともなっている。ゲーム発売後にこのテクニックを知った開発者は、上級プレイヤーに対する「ご褒美」として、AC版『スーパーゼビウス』でザッパー1発当たりのポイントを2,000点に引き上げた（実際はスーパーゼビウスより先に海外で販売された高難易度版で2,000点に引き上げされている。）
『スーパーゼビウス』（デフォルト設定）はジェミニ誘導で永久パターンをする事で1,000万点を達成する事ができるが、『ゼビウス』でも10エリアでジェミニ誘導をすることで周回せずに1,000万点を達成する事が可能である。
- ブラグザカート (BRAG ZAKATO) / エナジーブラスター (energy blaster) / コードネーム：クラッカー

・ポイント：600 - 1,500点
ガルザカートの失敗を踏まえ開発された、テレポート可能な多弾ザカート。外見はザカートに似ているが、よりエネルギーの集中度が高く、中央部が赤く発光している。テレポートで出現し、消失と同時にソルバルウに向けて扇状（中心角90°）に5発のスパリオを放つ。出現後、時間経過で攻撃するものと、ソルバルウと縦軸が合った時に攻撃するものの2種類がある。
単発のザカートに強引にエネルギーを充填したもので、その典型的な一撃離脱の攻撃パターンからゼビウス軍の最強兵器とされる。
- アンドアジェネシス (ANDOR GENESIS) / マザーシップ (mother ship) / コードネーム：アドーアギレネス[12][注釈 70]

・ポイント (コア)：4,010 - 4,800点 / (アルゴ)：1,000点
・直径:8,500m / 高さ:1,300m（FC版『スーパーゼビウス ガンプの謎』）
・直径:627m / 全高:192m（AC版『ソルバルウ』）
・全長:154.7m（AC版『ゼビウス3D/G』)
特定エリアで出現する超大型浮遊要塞。ザカートなどの空中物を従え轟音と共に登場し、「アルゴ」と呼ばれる4門の砲台からスパリオを連射し攻撃してくる。本体は「バキュラ」で構成され破壊不能であるが、中心部の「コア」とアルゴが弱点となっており、ブラスターで破壊することができる。コアを破壊するとアルゴも誘爆し、要塞全体を無力化できるが、誘爆したアルゴのポイントは加算されない。コアを破壊できずに一定時間経過すると画面上方へ撤退していく。「アルゴ」は古代語で「発射する」の意味。
要塞は表裏同形のサンドイッチ構造となっており、中枢にはガンプの分身であるブラグザを搭載している。開発当初の正式名称は「アドーア・ギレネス」で、インストラクションカードにもそのように記載されているが、アメリカのスタッフが正しく発音できなかったことから、そのスタッフが発した「アンドアジェネシス」に変更された。そのため本キャラクターのみコードネームが古代語に由来する名称となっており、「アドーア」は「完全、完璧」、「ギレネス」は「支配、占領」を意味する。本作を象徴するキャラクターの一つであり、以降のシューティングゲームでは、巨大戦艦など大型の強敵（ボスキャラクター）の登場が定番化していった。
FC版（1984年）はハードウェアの仕様からバックグラウンド画面（BG面）に書き込まれており、背景から独立して動くことがないため地上物のように見える。続編のFC版『スーパーゼビウス ガンプの謎』（1986年）ではアンドアジェネシスのコアを破壊した後、要塞内部に入り込んで戦闘を行うエリアが存在する。
- バキュラ (BACURA) / レジスターシールド (resistor shield) / コードネーム：フライング・ボード[注釈 74]

・ポイント：破壊不能
・全高:60m / 全幅:100m / 奥行:4m（AC版『ソルバルウ』）
四角い金属板のような外見をしたゼビウス軍の新素材。画面上方より出現し、縦方向に回転しながら比較的ゆっくりとした速度で画面下方へ通過していく。攻撃はしてこないが、ソルバルウが接触すると破壊される。ザッパーを当てても甲高い音を立てて弾かれてしまい、破壊することはできない。「バキュラ」は古代語で「破壊、撃破」。
本来は建築資材であるが、多量のエネルギーを集中して作られているため飛行能力を有しており、一時的な拠点防御に流用されている。極端にシンプルな外見・挙動と共に、「ザッパーを256発当てると破壊できる」という噂（デマ）が広く知られたキャラクターである。名称の由来は遠藤の友人のあだ名「バキラ」から。遠藤によると一枚当たりの価格は日本円で88万7800円。
『大乱闘スマッシュブラザーズ for Nintendo 3DS 』には、フィールド探索型バトルゲーム「フィールドスマッシュ」の敵キャラクターとして登場。また、ゲーム内収集要素の「フィギュア」としても登場している。

#### 地上物
- バーラ (BARRA) / エナジーステーション (energy station) / コードネーム：ピラミッド

・ポイント：100点
・全高:25m / 全幅:50m（AC版『ソルバルウ』）
ピラミッドを思わせる四角錐型のエネルギー貯蔵庫。攻撃能力は無い。「バーラ」は古代語で「箱・四角いもの」。
全体がイル・ドークトで作られ、多量のESPを貯蔵している。ピラミッド型の形状は、外部のESPを効率良く吸収・蓄積することを目的としたもの。
- ガルバーラ (GARU BARRA)[71][注釈 78] / エナジーベース（energy base）/ コードネーム：ビッグ

・ポイント：300点
・全高:50m / 全幅:100m（AC版『ソルバルウ』）
大型のエネルギー貯蔵庫。バーラ同様、攻撃はしてこない。下部はバキュラで作られているため破壊不能。
- ゾルバク (ZOLBAK) / ディテクタードーム (detector dome) / コードネーム：スカイライト

・ポイント：200点
・全高:30m / 全幅:56m（AC版『ソルバルウ』※未使用キャラ）
ドーム型の形状と明滅する赤い帯が特徴のレーダーサイト。攻撃能力は無い。当時の攻略記事では、破壊することで空中物の難易度を下げるとされていたが、実際の効果は空中物出現テーブルの進行を一定値戻すというもので、テーブルの位置によっては強敵を呼び戻してしまうこともある。「ゾルバク」は古代語で「窓」。
- ログラム (LOGRAM) / スフィアーステーション (sphere station) / コードネーム：ドーム

・ポイント：300点
・直径:40m / 全高:27m（AC版『ソルバルウ』※未使用キャラ）
固定対空砲台。ソルバルウに向けてスパリオを放つ。ゲームが進むとスパリオの発射頻度が上がり、他の敵との連携次第で厄介な存在となる。「ログラム」は古代語で「球」。
全体の形状は球形で、下半分は地中に埋設されている。球体内部でスパリオを生成し、装甲の一部を開いて発射する方式が採られている。射出口が開いている間は次弾を生成できないため、連射性能に劣る。人間や人造物に対して選択的に攻撃を行う。
- ドモグラム (DOMOGRAM) / ローバー (rover)[注釈 79] / コードネーム：スライダー

・ポイント：800点
・直径:40m / 全高:27m（AC版『ソルバルウ』）
移動対空砲台。ログラムにホバーリング機能を持たせ、地上（主に整地）を移動できるようにしたもの。海上には現れないが川を渡ることはできる。常に移動しており、またソルバルウのブラスターは発射から着弾まで約0.6秒かかるため、動きを予測して攻撃する必要がある。「ドム (DOM-) 」は「動く」の接頭語。「ドモグラム」で「動く球」を意味する。
複数のドモグラムが特徴的な動きを見せる場面がいくつかあり、「盆踊り」（エリア7）や「フォークダンス（マイムマイム）」（エリア10・15）などの俗称で呼ばれることがある。
- ボザログラム (BOZA LOGRAM) / ドームネットワーク (dome network) / コードネーム：ドームアレイ

・ポイント：300 - 2,600点
・直径:282m / 全高:30m（AC版『ソルバルウ』）
連結対空砲台。中央部「コントロールコア」の周囲にログラムを4基連結させたもので、中央部を攻撃すると1発で全体を破壊できる。「ボザ」は古代語で「連結した」。
より高性能な対空砲台「デロータ」が完成するまでの間、ログラムの攻撃力を強化するために作られた。連射能力を高めるため、コントロールコアでログラム4体のエネルギーを制御している。
- グロブダー (GROBDA) / タンク (tank) / コードネーム：スティングレイ[注釈 82]

・ポイント：200 - 10,000点
・全長:35m / 全高:14.4m / 全幅:23.4m（AC版『ソルバルウ』）
水陸両用輸送車。陸上や河川だけでなく海上も走行可能。輸送車両であるため攻撃能力は無い。動くもの・動かないもの・ブラスターの発射や照準を感知し回避行動を取るものなど、様々なタイプが存在する。
戦車のような形をしているが、走行装置は履帯ではなく螺旋状にフィンの付いたフロートを回転させ走行する。ゼビウス本星においては資材輸送やパトロールなどに使われているが、地球では主に有人兵器の搭乗員を輸送している。
「グロブダー」という名称は「黒豚」（クロブタ）に濁点を振ったもので、グラフィック担当者小野浩（Mr.ドットマン）の提案による。この命名は、本作のタイトルが「ゼビウス」に決定した理由の一つ「濁点が付くと何でも強そうに聞こえる」という主張に則ったものである。
アーケードゲーム『グロブダー』（1984年）ではデザインが一新され、武装化されたグロブダーが主役機に抜擢されている。
- デロータ (DEROTA) / ディフェンスサイト (defence site)[注釈 84] / コードネーム：ルーク

・ポイント：1,000点
・全高:14ｍ / 全幅:33m（AC版『ソルバルウ』）
八角台型の対空砲台。スパリオの連射機能を備えたゼビウス軍の防衛拠点である。「デロータ」は古代語で「希望・光明」。
エネルギー貯蔵施設であるバーラにスパリオ発生器を取り付けたもの。U字型の窪みでスパリオを発生させる方式で、連射のタイムロスを削減している。
- ガルデロータ (GARU DEROTA) / メガサイト (megasite) / コードネーム：ダイザ

・ポイント：2,000点
・全高:44m / 全幅:100m（AC版『ソルバルウ』）
大型対空砲台。バキュラ製のエネルギー増幅器によってデロータの攻撃力を向上させたもので、上部のみ破壊可能。撃ち逃すとスクロールアウトギリギリまでスパリオを撃ってくる。

### 隠れキャラクター
- ソル (SOL) / シュタデル (citadel)[注釈 85] / コードネーム：タワー

・ポイント (出現)：2,000点 / (破壊)：2,000点
・全高:100m / 全幅:20m（AC版『ソルバルウ』）
全体がイル・ドークトで作られた八角柱型の構造体。地中に埋設されているため見た目では所在を判別できないが、ブラスターの照準が反応するので攻撃の手掛かりにすることができる。埋設地点にブラスターを落とすと出現し、完全に出現しきった本体に再度ブラスターを撃ち込むことで破壊できる。攻撃能力は無い。
「タケノコ」の俗称で呼ばれることもあるキャラクター。AC版は16エリア全体で45本のソルが出現するが、エリア6の中盤に1本、不具合によって出現しない、通称「46本目のソル」が存在する。AC版『スーパーゼビウス』では、出現・破壊とも、ポイントが1,000点に引き下げられた。
ストーリーでは、西暦1999年に地球に大量に飛来し、痕跡を残さず消失した謎の大隕石群として描かれ、後にMARSの調査対象となっている。本来はファードラウトのエネルギーによって起動し、地球上に再生したガンプのメモリーとして、或いはドークトを集中させる核として機能するガンプのサブシステムである。
- スペシャル (SPECIAL) / ボーナスフラッグ (bonus flag) / コードネーム：フラッグ

・ポイント (出現)：1,000点 / (通過)：1機追加 または 10,000点
・全高:25m / 全幅:22m / 奥行:4m（AC版『ソルバルウ』）
黄色い三角旗の脇に赤い“S”が付いたキャラクター。「スペシャルフラッグ」と呼ばれることが多い。同社のアクションゲーム『ラリーX』（1980年）からの引用であり、本作のストーリーには登場しない。
全16エリア中に4か所存在する「スペシャルフラッグゾーン」のどこかにブラスターを落とすと出現し、通過することで残機が増える。ソルとは違い、ブラスターの照準には反応しないので、出現前に位置を特定することはできない。ただし出現位置のアルゴリズムは敵空中物と同じなので、スペシャルフラッグゾーンが画面に現れる少し手前からソルバルウを画面の左右どちらかに寄せておくことで、出現位置を画面の反対側に絞り込むことができる。エリア3または5にて、スペシャルでエクステンドしてからすぐにミスをするという行為を繰り返すと、得点効率は悪いものの永久パターンとなる。これを受け、AC版『スーパーゼビウス』では、エリア1を除くスペシャルフラッグゾーンの位置がエリアの70%ライン以降に変更された。
スペシャルは、当時遠藤が傾倒していたピンボールのフィーチャーであるエキストラボールをなぞらえたものである。アーケードゲームにおいて残機の追加は売り上げの減少に繋がるため、遠藤は本キャラクターを隠しフィーチャーとしたが、発売後の露見を想定し、社内で追及された際に偶発的な「バグ」として釈明できるよう、ブラスターの照準に反応しないよう設定し、世界観的に浮いたキャラクターを配した。遠藤はスペシャルフラッグを採用した理由を、「『ニューラリーX』（1981年）でラッキーフラッグが登場して以降、スペシャルフラッグが軽視されたので、使ってみようと思った」と述べている。
また、スペシャルフラッグゾーンの配置に関して、全4箇所中で遠藤が配置した3箇所は全て水辺（川・海）に設置されている。これは「スペシャルフラッグは水辺に出る」という噂がプレイヤー間に広まることを企図したものであった。
『ゼビウス』は「隠れキャラクター」を初めて採用したビデオゲームである。当初、見えないターゲットの存在は開発部内でも賛否両論であった。しかし遠藤が反対を押してゲームに組み込んだところ、照準が反応するソルはすぐに発見され、むしろ面白い仕様であるとの評価を得た。一方でスペシャルは仕様書に記載が無かったことから、製造部の製品チェックでバグとして報告されてしまったため、遠藤は自らプログラムしたものであることを認めチェックを通した。

## 仕様

### 海賊版対策
『ディグダグ』に対する『ジグザグ』、『ギャラガ』に対する『ギャラッグ』など、当時のアーケードゲーム市場では、人気ゲームのデッドコピー（海賊版）基板が流通することが多かったため、本作では発売にあたり以下の対策が施された。
- ゲームスタート直後、画面右端の特定位置にブラスターを落とすと爆発音と共に画面下部に隠しメッセージが表示され、スコアが10点加算される。このとき、正規品であれば“namco ORIGINAL　program by EVEZOO”、コピー品の場合は“DEAD COPY MAKING　copy under namco program”というメッセージが表示される。
- エリア7の最後の森に“©namco”の社名ロゴが隠されている[注釈 94]。

ゼビウスの海賊版としては主に『ゼビオス』(XEVIOS) と『バトルス』(Battles) が出回ったが、『ゼビオス』を製作した会社との裁判では、法廷において実際に隠しメッセージを表示させて、コピー品であることを証明した。一方『バトルス』では、隠しメッセージは“Prease enjoy this GAME”（“Please” の綴りが間違っている）と書き換えられていたものの、森に隠された社名ロゴの方はそのまま残されていたため、こちらも違法コピーであることが証明された。
上記の対策以外にも、プレイ中に特定の条件を満たすとゲームにリセットがかかるトラップ的なプログラムも組み込まれていた（参考：Youtube動画）。

### モニターの焼き付き
本作は非プレイ時のデモプレイ画面で、黄色い「XEVIOUS」のタイトルロゴが表示され続ける仕様である。これはデモ中にプレイしている振りをして筐体を占有する子供への対策として考え出されたものだったが、長時間同じ位置に明るい色でロゴを表示し続けたため、CRTモニターにロゴの焼き付き跡を残すという事象の原因となった。これを受けてナムコでは、同様のトラブルを避けるため、表示に関する作成基準が設けられた。
後年、本作のロゴが焼き付いたモニターで他のゲームが稼働している光景も見られた。他のゲームの画面に「XEVIOUS」の文字がうっすらと浮かび上がる様子を「ナムコミュージアムVOL.2超研究」（1996年/メディアファクトリー）のコラムでは、「『ゼビウス』の亡霊に悩まされている気分になった」と表している。
ロゴの焼き付き状態は家庭用移植版でも再現されており、PS用『ゼビウス3D/G+』収録版では隠しコマンドで、PSP用『ナムコミュージアム Vol.2』およびDS用『ナムコミュージアムDS』収録版では「マニアックオプション」から、焼き付き表示のオン/オフを切り替えることができる。PS4・Switch用『アーケードアーカイブス』版では「こだわり設定」から、焼き付き表示の濃さを4段階で設定できる。

### カウンターストップ
本作では、スコアが9,999,990点に達するとカウンターストップ（以下、カンスト）となり、それ以上値が増えなくなる。開発者はこのようなスコアに到達するプレイヤーが現れることを想定していなかったが、ゲーム発売から僅か2週間目に、当時凄腕プレイヤーとして知られていた大堀康祐により、最初のカンスト達成報告が寄せられた（大堀に加え、中金直彦、古田秀人がカンストを達成した最初の3名とされている）。
ゲームの発売からおよそ2か月後、上記の大堀と中金が制作した同人誌『ゼビウス1000万点への解法』（通称「ゼビ本」）が発売され、その攻略記事内容の完成度の高さから、当時の同人市場では破格の約1万部を売り上げ、ベストセラーとなった。
その後、商業誌などでも本作はしばしば「1000万点」のフレーズと共に取り上げられた。また、各誌でハイスコアの掲載も行われ、多くのプレイヤーが1000万点を目指すきっかけとなった。
- 1983年1月に創刊されたホビー系情報誌『アミューズメントライフ』（AMライフ）では、読者参加の連載企画「ビデオゲームに挑戦中」において本作がたびたび登場し、No.6ではカンストまでのタイムアタックの様子も紹介された[132]。また、同誌では全国から寄せられるハイスコアの紹介を継続的に行っていたが、No.8・9合併号から通常のハイスコアとは別枠でゼビウス1000万点達成者の募集を開始し[133]、No.10からNo.14までの5回にわたり総勢69名の達成者を掲載した[注釈 99]。

- ホビーユーザー向けパソコン雑誌『マイコンBASICマガジン』では、別冊付録「スーパーソフトマガジン」にて、1983年12月号から1984年2月号まで「ゼビウス大解析 1000万点を目ざして」と題した全3回の特集が組まれた。また、1984年1月号より始まったハイスコアランキングコーナー「CHALLENGE HIGH SCORE!」では、全国集計掲載枠の1/3 - 2/3が本作のカンスト達成者で占められる事態となり[注釈 100]、同年4月号より「全国○人の皆さん」の形式で、まとめて掲載されるようになった[129]。1984年12月号までに、のべ190名のカンスト達成者が掲載された[注釈 101]。

ゲーメスト別冊『ザ・ベストゲーム』（1991年/新声社）には、「1千万点は勲章」であり、「当時の1千万点プレイヤーは英雄になれた」と記されている。
カウンターストップにまつわる現象として、敵を一体倒すたびに残機が増える「無限増え」が挙げられる。これはスコアが規定ポイントに到達するごとに残機が追加されるエクステンドエブリ設定時にのみ起きるバグで、次回のエクステンド規定ポイントが1000万点を超えると発生する。標準設定（6万点エブリ）の場合、996万点の次のエクステンドは1002万点となるが、これが内部的には2万点とみなされ、加点時のチェックで2万点を超えていると判定されるため毎回エクステンドが発生し残機が増えていく。ただしプログラム上の残機の最大値は255で、256になるとオーバーフローにより0に戻ってしまう。そのため無限増え中であってもタイミングによっては1ミスでゲームオーバーになる恐れがある。
無限増え時の特徴として、エクステンド処理の割り込みによってゲーム進行がガタついたり、地上物の位置がマップと大きくずれることがある。また、甲高い「エクステンド音」が断続的に鳴り続けるため、ゲームセンターでは衆目を集めることとなる。田尻智は自著『パックランドでつかまえて』（1991年/JICC出版局）において、無限増え時のエクステンド音を、ゲーム機の「ギブアップの悲鳴」と表現している。

### バグ
- デモ画面で、タイトルロゴからゲーム画面に切り替わる瞬間にクレジットを入れ、スタートすると、スタート直後に横一列にバキュラが出現する。バキュラにザッパーを当てると1枚あたり数万点が入る[137]。実基板、アーケードアーカイブスで実施可能（参考：ニコニコ動画[138][出典無効]）。

- 本作の空中敵の出現パターンのテーブルは128通りあり、ゾルバクを破壊したり、やられたりするなどするとテーブルが巻き戻される（難易度が下がる）という、後世で言う「ランク」に相当するシステムが組み込まれている。これを解析することで、意図的にゲームランクを調整することができるが、特定の場所でゾルバクを破壊せず、わざとやられる行為を繰り返すことで、テーブルの数値がオーバーフローを起こし、でたらめな数値が読み込まれるというバグが2020年に発見された。これにより、突如、破壊不能な空中物が数十機飛来してくる「総攻撃」が起こる[139]。実基板、アーケードアーカイブスで実施可能（参考：YouTube動画[140][出典無効]）。

## 移植版
- この節では発売当時の社名で記載（一部の長い社名のみ、略記する場合あり）。
- ファミリーコンピュータ (FC) 版を基にした移植は備考欄に記載する（記載の無い場合はアーケード版の移植）。

### 一覧
| No. | タイトル                                                                                           | 発売日 | 対応機種                                                          | 開発元                 | 発売元                          | メディア                                             | 型式 | 売上本数  | 備考                                    |
| --- | -------------------------------------------------------------------------------------------------- | --- | ----------------------------------------------------------------- | ---------------------- | ------------------------------- | ---------------------------------------------------- | --- | --------- | --------------------------------------- |
| 1   | ゼビウス                                                                                           | 1984年 ・5月25日 (CT版) ・6月ごろ (3"FD版) ・11月ごろ (5"FD版)                                                                                      | X1                                                                | マイコンソフト         | 電波新聞社                      | カセットテープ /フロッピーディスク                   | ソフトのみ ・DP-3203131 (CT版) ・DP-3203134 (3"FD版) ジョイスティック付 ・DP-3203133 (CT版) ・DP-3103135 (3"FD版) ・DP-3203209 (5"FD版) |           | 3"(インチ)FDはX1D用                     |
| 2   | ゼビウス                                                                                           | 1984年11月8日 1988年9月 1989年10月25日 | ファミリーコンピュータ                                            | ナムコ開発一課         | ナムコ                          | 320キロビットロムカセット                            | NXV-4900 NES-XV-USA NES-XV-EEC | 約127万本 |                                         |
| 3   | ゼビウス                                                                                           | 1984年11月20日 | FM-7/FM-77                                                        | マイコンソフト         | 電波新聞社                      | フロッピーディスク                                   | ソフトのみ ・DP-3301172 (5"FD版) ・DP-3301174 (3.5"FD版) ジョイスティック付 ・DP-3301173 (5"FD版) ・DP-3301175 (3.5"FD版)               |           | 5"FD版はFM-7用 3.5"FD版はFM-77用        |
| 4   | Xevious                                                                                            | 1984年 | Apple II Atari 8ビット・コンピュータ                              | Mindscape              | Mindscape                       | フロッピーディスク                                   | RX8062 (A8) |           |                                         |
| 5   | ゼビウス                                                                                           | 1985年9月 | PC-8001mkIISR                                                     | マイコンソフト         | 電波新聞社                      | カセットテープ                                       | DP-3102248 |           |                                         |
| 6   | ゼビウス                                                                                           | 1985年 ・10月 (PC88) ・11月 (PC98) | PC-8801 PC-9801                                                   | エニックス             | エニックス                      | フロッピーディスク                                   | E-G147 (PC88) E-G141 (PC98 2D,2DD版) E-G142 (PC98 2HD版)                                                                                |           |                                         |
| 7   | ゼビウス                                                                                           | 1986年 ・1月 (ソフトのみ) ・4月ごろ (ジョイスティック付)                                                                                            | MZ-2500                                                           | マイコンソフト         | 電波新聞社                      | フロッピーディスク                                   | ソフトのみ ・DP-3202301 ジョイスティック付 ・DP-3202303                                                                                 |           | カラーモード3種                         |
| 8   | Xevious                                                                                            | 1986年11月 1989年6月 | Atari 7800                                                        | General Computer Corp. | アタリ                          | ロムカセット                                         | CX7810 |           |                                         |
| 9   | Xevious                                                                                            | 1986年 | Amstrad CPC                                                       | Probe Software         | U.S. Gold                       | フロッピーディスク                                   | |           |                                         |
| 10  | Xevious                                                                                            | 1986年 | コモドール64                                                      | Mindscape              | Mindscape                       | カセットテープ /フロッピーディスク                   | |           |                                         |
| 11  | ゼビウス                                                                                           | 1987年6月25日 | X68000                                                            | マイコンソフト         | 電波新聞社                      | 5.25"2HDフロッピーディスク                           | ソフトのみ ・DP-3205002 ジョイスティック付 ・DP-3205001                                                                                 |           |                                         |
| 12  | Xevious                                                                                            | 1987年 | Atari ST ZX Spectrum                                              | Probe Software         | U.S. Gold                       | フロッピーディスク                                   | |           |                                         |
| 13  | ゼビウス                                                                                           | 1990年5月18日 | ディスクシステム                                                  | ナムコ開発一課         | ナムコ                          | ディスクカード片面                                   | NDS-XEV |           | ロムカセット版の移植 書き換え専用ソフト |
| 14  | ナムコミュージアム Vol.2                                                                           | 1996年2月9日 1996年9月30日 1996年11月 | PlayStation                                                       | トーセ                 | ナムコ                          | CD-ROM                                               | SLPS-00210 SLUS-00216 SCES-00267 |           | 縦置きモニター表示対応                  |
| 15  | ゼビウス3D/G+                                                                                      | 1997年3月28日 1997年9月30日 1997年8月 | PlayStation                                                       | ナムコ                 | ナムコ                          | CD-ROM                                               | SLPS-00750 SLUS-00461 SCES-00736 |           | 縦置きモニター表示対応                  |
| 16  | ナムコヒストリー Vol.1                                                                             | 1997年4月25日 | Windows (95)                                                      | ナムコ                 | ナムコ                          | CD-ROM                                               | NMC-2009 |           | 縦置きモニター表示対応                  |
| 17  | Microsoft Revenge of Arcade                                                                        | 1998年7月31日 | Windows (98)                                                      |                        | マイクロソフト アタリ ナムコ    | CD-ROM                                               | |           |                                         |
| 18  | ゼビウス (SUPER1500シリーズ)                                                                       | 1999年4月16日 | Windows (95/98)                                                   | ナムコ                 | メディアカイト                  | CD-ROM                                               | MKW-009 |           |                                         |
| 19  | ゼビウス (ULTRA2000シリーズ)                                                                       | 2001年2月23日 | Windows (95/98/me)                                                | ナムコ                 | メディアカイト                  | CD-ROM                                               | MKW-157 |           |                                         |
| 20  | ゼビウスmini                                                                                       | 2002年3月1日 | J-スカイ対応携帯電話 （Vアプリ）                                  | インプラス             | ナムコ                          | ダウンロード （ナムコアプリキャロットJ）             | |           |                                         |
| 21  | ゼビウス                                                                                           | 2002年8月9日 | 504i専用 （iアプリ）                                              | インプラス             | ナムコ                          | ダウンロード （アプリキャロットナムコ）              | |           |                                         |
| 22  | ゼビウス                                                                                           | 2003年4月17日 | BREW対応端末 （EZアプリ）                                         | インプラス             | ナムコ                          | ダウンロード販売                                     | |           |                                         |
| 23  | ファミコンミニ07 ゼビウス Classic NES Xevious                                                      | 2004年2月14日 2004年6月2日 2004年7月9日 | ゲームボーイアドバンス                                            | ナムコ                 | ナムコ                          | ロムカセット                                         | AGB-FXVJ-JPN AGB-FXVE-USA AGB-FXVP-EUR                                                                                                  |           | FC版の移植                              |
| 24  | Namco Museum Battle Collection ナムコミュージアム Vol.2                                            | 2005年8月23日 2005年12月9日 2006年6月8日 | PlayStation Portable                                              | ゴッチテクノロジー     | ナムコ                          | UMD                                                  | ULUS-10035 UCES-00116 ULJS-00047 |           | 画面モード7種                           |
| 25  | Namco Museum - 50th Anniversary ナムコミュージアム アーケードHITS! Namco Museum - 50th Anniversary | 2005年8月30日 (PS2,XB,GC) 2005年10月25日 (WIN) 2006年1月26日 (PS2) 2006年3月27日 (WIN) 2006年3月31日 (PS2,XB) 2006年5月19日 (WIN) 2006年6月9日 (GC) | PlayStation 2 ニンテンドー ゲームキューブ Xbox Windows (XP)       | Digital Eclipse        | ナムコ エレクトロニック・アーツ | DVD-ROM (PS2,XB) 8センチ光ディスク (GC) CD-ROM (WIN) | SLUS-21164 (PS2) SLUS-20273GH (PS2廉価版) DOL-G5NE-USA (GC) SLPS-25590 (PS2) SLES-53957 (PS2) DOL-G5NE-EUR (GC)                         |           | 日本ではPS2版のみ発売                   |
| 26  | ゼビウス                                                                                           | INT 2006年5月5日 | Xbox 360                                                          | バンナム               | バンナム                        | ダウンロード (Xbox Live Arcade)                      | |           |                                         |
| 27  | ゼビウス                                                                                           | 2006年12月2日 2007年1月12日 2007年1月15日 | Wii                                                               | バンナム               | バンナム                        | ダウンロード （バーチャルコンソール）                | FASJ FALP FASE |           | FC版の移植 2019年1月31日 配信・販売終了 |
| 28  | ナムコミュージアムDS                                                                               | 2007年9月18日 2007年10月11日 2008年2月29日 | ニンテンドーDS                                                    | エムツー               | バンナム                        | DSカード                                             | NTR-YNME-USA NTR-YNMJ-JPN NTR-YNMP-EUR                                                                                                  |           | 画面モード4種                           |
| 29  | Namco Museum Remix みんなで遊ぼう!ナムコカーニバル Namco Museum Remix                              | 2007年10月23日 2007年12月6日 2008年4月18日 | Wii                                                               | バンナム               | バンナム                        | Wii用12cm光ディスク                                  | RVL-RN2E-USA RVL-RNWJ-JPN RVL-RN2P |           |                                         |
| 30  | ナムコミュージアム バーチャルアーケード                                                            | 2008年11月4日 2009年5月15日 2009年11月5日 | Xbox 360                                                          | バンナム               | バンナム                        | DVD-ROM                                              | 21022 2RD-00001 |           |                                         |
| 31  | ナムコミュージアム.comm Namco Museum Essentials                                                    | 2009年1月29日 2009年7月16日 2010年4月1日 | PlayStation 3 (PlayStation Network)                               | バンナム               | バンナム                        | ダウンロード                                         | NPJB-00012 NPUB-30086 NPEB-00104 |           | 2018年3月15日配信終了                   |
| 32  | ゼビウス                                                                                           | 2009年9月1日 | Wii                                                               | バンナム               | バンナム                        | ダウンロード （バーチャルコンソールアーケード）      | |           | 2019年1月31日 配信・販売終了            |
| 33  | ゼビウス                                                                                           | 2010年1月7日 | FOMA903i以降 （iアプリ）                                          | バンナム               | バンナム                        | ダウンロード                                         | |           |                                         |
| 34  | Namco Museum Megamix                                                                               | 2010年11月16日 | Wii                                                               | バンナム               | バンナム                        | Wii用12cm光ディスク                                  | |           | 「Namco Museum Remix」の増補版          |
| 35  | 3Dクラシックス ゼビウス                                                                            | 2011年6月7日 2011年7月21日 | ニンテンドー3DS                                                   | アリカ                 | 任天堂                          | ダウンロード                                         | CTR-SABJ-JPN CTR-SABE-USA CTR-SABP-EUR                                                                                                  |           | 3D映像対応 2023年3月28日配信終了        |
| 36  | NAMCO ARCADE                                                                                       | 2012年1月26日 | iPhone 4以降 iPod touch第4世代以降 iPad 2以降 (iOS)               | バンナム               | バンナム                        | ダウンロード                                         | |           | 2016年3月15日、サービス終了             |
| 37  | ゼビウス                                                                                           | 2013年4月27日 2013年5月9日 | Wii U                                                             | バンナム               | バンナム                        | ダウンロード （バーチャルコンソール）                | FALJ FALE FALP |           | FC版の移植 2023年3月28日 配信終了       |
| 38  | NAMCO ARCADE                                                                                       | INT 2015年6月9日 | Android                                                           | バンナム               | バンナム                        | ダウンロード                                         | |           | 2016年3月15日、サービス終了             |
| 39  | NAMCO MUSEUM ARCHIVES Vol.1                                                                        | 2020年6月18日 | Nintendo Switch（日本国外） PlayStation 4 Xbox One Windows(Steam) | B.B.スタジオ エムツー  | バンナム                        | ダウンロード                                         | |           | NES版を収録                             |
| 40  | ゼビウス (ナムコットコレクション版)                                                                | 2020年8月20日 | Nintendo Switch                                                   | B.B.スタジオ エムツー  | バンナム                        | Switch専用ゲームカード ダウンロード                  | |           | FC版の移植 DLC第3弾10タイトル中の1本    |
| 41  | ゼビウス                                                                                           | 2020年10月9日 | Windows                                                           | バンナム               | D4エンタープライズ              | ダウンロード (プロジェクトEGG)                       | |           | 2021年9月30日配信終了                   |
| 42  | ゼビウス                                                                                           | 2021年9月24日 | Nintendo Switch                                                   | ナムコ                 | ハムスター                      | ダウンロード (アーケードアーカイブス)                | |           |                                         |
| 43  | ゼビウス                                                                                           | 2021年10月7日 | PlayStation 4                                                     | ナムコ                 | ハムスター                      | ダウンロード (アーケードアーカイブス)                | CUSA-29409 CUSA-29410 CUSA-29411 |           |                                         |
| 44  | ファミリーコンピュータ Nintendo Switch Online                                                      | 2023年3月16日 | Nintendo Switch                                                   | 任天堂                 | 任天堂                          | ダウンロード                                         | - |           | FC版の移植                              |

### 日本国内PC版
まだ本作の移植版がなかった1983年6月、プログラマー森田和郎が制作した縦スクロールシューティングゲーム『アルフォス』がエニックスから発売された。対象機種はPC-8801およびパソピア7。『ゼビウス』を強く意識したゲーム内容であったため、発売に際しナムコから許諾を得ている（ナムコのコピーライト表記があるのはそのため）。森田曰く「マイコンでゼビウスのようなゲームが本当に不可能か、試しに作ってみたら作れてしまった」とのことで、遠藤も完成度の高さを認めている。
1983年12月に電波新聞社から発売されたPC-6001版ゼビウスは、登場キャラクターは概ね同じであるものの、ハードウェア上の制約などから、別物と言えるほど原作から乖離したビジュアル・内容となっている。そのため、ナムコからゼビウスの名を冠することを許可されず『タイニーゼビウス』（小さなゼビウスの意）という名称となった。なお、作者の松島徹は作品持ち込み当時中学生であった。同年11月にはPC-6001mkII用に、マップやBGMなどをアーケード版に近づけた『タイニーゼビウス mkII』も発売された。
MZ-700版は日本ソフトバンク（現ソフトバンクグループ）発行のパソコン雑誌「Oh!MZ」1986年11月号にて、プログラムリスト掲載という形で発表された。掲載タイトルは『tiny XEVIOUS for 700』。作者は掲載当時高校生であった古籏一浩。
電波新聞社によるX1版を皮切りに、タイニーではない『ゼビウス』もリリースされた。
- X1版

1984年5月発売。プログラム担当は藤岡忠。ゲーム起動時にエリア3までのデータを読み込み、エリア4以降はプレイ中、エリア移行時にデータをロードする方式が採られている。テキスト画面を、通常のキャラクタの半分である4ピクセル、表示行を通常の倍である50行と設定することによって、4ドット単位でのスクロールを実現している。動きはややぎこちないものの、基本的な内容はアーケード版に沿ったものになっており、地上絵やアンドアジェネシスの浮遊なども再現されている。
「X1のキーボードでは、ゼビウスのほんとうのおもしろさを体験できないし、市販のジョイスティックには2トリガボタンのものがなかった」との理由から、ジョイスティック同梱パッケージが同時発売された。
- FM-7/FM-77版

1984年11月に電波新聞社より発売。プログラム担当は道浦忍。プレイ中、1エリア毎のロードが必要となり、またX1のようなデータレコーダの制御も不可能であったため、フロッピーディスク版のみの発売となった。キーボードでの操作に難があることから、ジョイスティック同梱版が同時発売された。
地上マップはX1版と概ね共通だが、キャラクターは配色などの関係から視認性に劣る。FM版独自の仕様として、エリアの70パーセントを越えた際に『OVER 70% OF THE AREA』の表示が出る。また、隠れキャラとして「ゼビカイト」（通称「ギャラクシアン」）が出現する。
- PC-8001mkIISR版

1985年9月に電波新聞社から発売。本作以降、同社の移植版『ゼビウス』は全て藤岡忠がメインプログラマーを務めている。メディアはカセットテープのみ。起動時にゲームに必要な全データを読み込む「オンメモリ方式」が採られており、ロードには20分程度掛かるものの、起動後はプレイが中断されることは無い。VRAMが2面あることを利用して、キャラクターが重なった際のキャラクター欠けを軽減し、2ドット単位の背景スクロールを実現している。
- PC-8801版

1985年10月にエニックスから発売。作者は鈴木孝成（芸夢狂人）。開発開始時点ではPC-8801mkIISRは発売されていなかったため、V2モードでは起動せず、V1モードのみの対応となっている。一方で、SR以降でのプレイ時のみスクロールの精度が上がり、FM音源によるBGMが演奏される仕様となっている（FM音源ボード「PC-8801-11」には非対応）。
画面処理軽減のため、描画面積は他機種版より小さく、使用可能な色数も制限されている。また、一部の敵アルゴリズムに原作との相違が見られる。作者のオリジナリティの発露として、「46本目のソル」や「エリア17」など、独自の隠し要素が仕込まれている。
- MZ-2500版

1986年1月に電波新聞社から発売。ハードウェアによるスムーススクロール、4,096中16色のパレットボードに対応し、データ圧縮によるオンメモリでの動作を実現した。後半部分には『スーパーゼビウス』のデータも含む。ソフト発売後、ジョイスティック「XE-1」の改良型「XE-1b」同梱パッケージも発売された。

### ファミリーコンピュータ版
ナムコのファミリーコンピュータ（以下、ファミコン）用ソフト第三弾として、1984年11月に発売。発売時点では最大容量となる320キロビットROMを採用し、当時としてはかなり良くできた移植作ではあったものの、アーケード基板とファミコンのハードウェア性能の格差から、オリジナルであるアーケード版（以下、AC版）の画像表現・演出と比較して制約されたものとなっている。
- ファミコン版（以下、FC版）のタイトルロゴはメモリ容量節約のため、4×4ドットの四角形を組み合わせて構成した簡素な見た目となっている[注釈 125]。FC版の続編である『スーパーゼビウス ガンプの謎』（1986年9月）では、1.25メガビットROM[190]の採用によってオリジナルに近いロゴが再現された[注釈 126]。
- ナスカの地上絵はメモリ容量不足により、アンドアジェネシスか地上絵かのどちらかしか入らない状況であったため、ゲーム的には付帯要素である地上絵が割愛されることとなった[191][注釈 127]。
- スプライト最大表示数に制限があり、BG面を1枚しか持たないハードウェア仕様の制約から、アンドアジェネシスは地上マップに描画する手法が採られた[191][注釈 128]。AC版のアンドアジェネシス戦のプロセスに近付けるため、アンドアジェネシス出現時はスクロールが一旦停止し、コアを破壊するか、破壊できずに一定時間（10秒ほど）が経過すると、スクロールが再開する仕様となっている[注釈 129]。
- AC版は縦長の画面を前提にマップや敵の配置がデザインされているが、FC版では横長（横縦比4：3）の画面に対応させるため独自の調整が施されており、ゲームバランスは多少異なる[注釈 130]。一例として、ブラスターの照準と自機の間隔がAC版より短く、対地攻撃の際は近距離での攻防が強いられるバランスとなっている。また、照準が近い分ブラスターの着弾も早いため、動く敵を狙う際はAC版より心持ち敵の近くを狙う必要がある。
- ブラスターの攻撃判定がAC版より若干広く、地上物の複数同時破壊を狙いやすくなっている。
- ソルなど一部の地上物がAC版とは若干ずれた位置に配されている。
- ソルが出現し始めてから破壊可能になるまでの時間がかなり短く、破壊しやすくなっている[注釈 131]。
- 10,000点グロブダーのアルゴリズムがAC版と異なり、破壊することが事実上不可能となった[注釈 132][出典無効]。
- 一部の敵（デロータ・ガルデロータ・テラジなど）はスパリオの発射間隔がほぼ一定となっており、ランダム性が強いAC版より攻撃が激しくなっている。
- バキュラは、AC版では1画面に10枚以上出現するのに対して、FC版では1画面あたり最大4枚までとなっている[注釈 133]。
- スコア表示はAC版より1桁多い8桁目（千万の位）まで表示されるが、プログラム内部では1億点を超えた後もスコアカウントは継続する[注釈 134]。カウントの上限となる25億6000万点付近になるとAC版同様、敵を1体倒すごとに残機が増える「無限増え」が発生するが、上限を超えるとスコアは0点に戻るため、カウンターストップ状態にはならない。
- 残機数はゲームスタートおよびミス後のリスタート時にのみ表示され[注釈 135]、それ以外プレイ中は確認できない。FC版の最大残機数は256。AC版同様、最大値を超えるとオーバーフローによって0に戻るため、そのタイミングでミスをすると一発でゲームオーバーとなる。

こうした制約や変更はありつつも、基本的なゲーム性についてはAC版をほぼそのまま移植することに成功したことで完成度は高く、本作を遊ぶためにファミコンを購入するユーザーも増え、ファミコンブームの要因の一つとなった。ナムコ以外のソフト制作会社にも影響を与え、本作を見てファミコンのポテンシャルの高さを認め、ソフトの制作に踏み切ったソフト会社もいくつか存在した。FC版発売当時は、コントローラのボタンがシリコン樹脂（四角ボタン）になっている初期型のファミコンを所有するユーザも多く、本作を契機に連射しやすいプラスチック製の丸ボタンコントローラに交換するユーザも見られた。
2004年には、ファミコンミニシリーズの1つとしてゲームボーイアドバンスに移植されており、携帯型ゲーム機でも遊べるようになった。同作は日本国内において、ゲームボーイアドバンスのシューティングゲームの中ではもっとも多い売上本数を記録している。

### ナムコミュージアム版
ナムコミュージアムシリーズでは、ゲームボーイアドバンスを除いた各機種版に収録されている。
- 1996年2月9日発売のPlayStation版『ナムコミュージアム Vol.2』に収録。テラジの動きがオリジナルと違って横方向への反転がなく、撃墜しやすくなっている。PlayStation 2で起動させるとソフトの互換性に問題があり動作が非常に遅くなる。PSXおよびPlayStation 3では正常に動作する。
- 2006年1月26日発売のPlayStation 2版『ナムコミュージアム アーケードHITS!』に収録。
- 2006年2月23日発売のPlayStation Portable版『ナムコミュージアム Vol.2』に収録。
- 2007年10月11日発売のニンテンドーDS版『ナムコミュージアムDS』に収録。マニアックオプションのバージョン設定から『スーパーゼビウス』をアンロック可能。
- 2007年12月6日発売のWii版『みんなで遊ぼう!ナムコカーニバル』に収録。
- 2009年1月29日配信開始のPlayStation 3版『ナムコミュージアム.comm』に、新作『ゼビウスリザレクション』と共に収録。
- 2009年11月5日発売のXbox 360版『ナムコミュージアム バーチャルアーケード』に収録。

### その他
- アーケードタイトルでは、1995年発売の『ナムコクラシックコレクション Vol.1』に収録され、ゲームセンターへの再登場を果たした。同作には、続編の『スーパーゼビウス』および新作の『ゼビウス・アレンジメント』も同時収録されている。『ゼビウス』と『スーパーゼビウス』には独自のエンドクレジットが追加され、標準設定ではエリア16をクリアするとゲームが終了する仕様となっている[注釈 137]。

1998年に発売された『てんこもりシューティング』には、制限時間内にアンドアジェネシスを破壊するステージが存在する。
- Windows版は、1997年4月25日発売の『ナムコヒストリー VOL.1』に収録されている。同ソフトにはオマケとして、壁紙・スクリーンセーバー・ムービー[注釈 139]・ソルバルウとタルケンのペーパークラフト（画像データ）も付属している。

また、メディアカイトの低価格ゲームシリーズでも単品商品化されており、1999年4月16日にSUPER1500シリーズ版が、2001年2月23日にはULTRA2000シリーズ版が発売された。
- 『スターフォックス アサルト』（2005年2月24日/ニンテンドー ゲームキューブ）には、ボーナスゲームとしてFC版が収録されており、本編で特定の条件を満たすとプレイ可能となる。

- 『リッジレーサー7』（2006年/PlayStation 3）には起動時ミニゲームとして収録されている。また、本編を進めると、オプション内のミニゲームから無制限でプレイ可能となる。

- ニンテンドーeショップでは、2011年6月7日ニンテンドー3DS用に『3Dクラシックス ゼビウス』が配信された。開発はアリカ[159]。3D映像（立体視）対応により高低差が立体的に見える新要素が加わっている。画面アスペクト比の違いから描画範囲が横に長く、両端は流れる雲で覆われている。基本的にAC版に忠実な移植だが、移動可能範囲が広くなった分、敵や弾を避けやすくなっており、難易度は下がっている。また、スペシャルフラッグを出現させるだけでエクステンドする仕様変更のほか、獲得ポイントに倍率が掛かる「ラッキーフラッグ」や、エリア単位での中断機能「きゅうけい」などが追加され、カウンターストップの9,999,990点に到達しやすく作られている。カウンターストップを達成すると、「CONGRATULATIONS!」のメッセージ表示後、ネームエントリーに移行しゲーム終了となる。

また、2013年4月27日にはWii U用バーチャルコンソールソフトとして、FC版が配信された（かつてはWii版バーチャルコンソールでもFC版とAC版が配信されていた）。
上記2本は、2023年3月28日のWii Uおよび3DSにおけるニンテンドーeショップのサービス終了に伴い、配信を終了した。
- 2012年1月26日発売のiOS用アプリ『NAMCO ARCADE』に収録。2016年3月15日、配信終了。

- 2021年に配信されたアーケードアーカイブス版は「こだわり設定」の項目が充実しており、画面の焼き付きや幻のソル（46本目のソル）の出現などの定番項目に加え、空中物出現テーブルの表示やソル・スペシャルフラッグ出現位置可視化、総攻撃の再現などのオン/オフを設定できる。

## 開発
- ナムコの業務用ビデオゲームには全て、開発コードが「V-1」から開発順に割り振られており[注釈 140]、本作のコードは「V-10」となっている[注釈 141]。

初期案はベトナム戦争をモチーフにしたヘリコプターによるシューティングゲーム『シャイアン』(Cheyenne) である。発案者は澤野和則。発想の起点は「コナミの『スクランブル』（1981年）を縦スクロール化したら面白いゲームが作れるのでは？」というもの。その後、企画は伊藤博仁、池上正寿へと引き継がれていく。
当時、新入社員であった遠藤雅伸 (EVEZOO END) は、シャイアンがある程度形になった段階でプログラマーとして開発に加わり、池上や基本プログラムを担当した深谷正一らと共にP1（試作1号機）の完成に尽力する。遠藤は深谷を「プログラムの師」と公言している。
P1完成後、池上はバイクでサハラ砂漠を横断するためにアフリカへ渡り、帰国後退社した。
- P1によるゲーム内容の検討が行われる中で、現実の戦争（人の死・悲惨さ）を想起させる表現に対し疑問が呈され、SF的な作風への方向転換が行われる[201]。キャラクターやサウンドは全て作り直すこととなり、タイトルも『パンツァー』(Panzer) に変更された。

新たなキャラクターを模索する過程で、遠藤が試作したキャラクター「モノリス」によって、灰色のモノトーンを基調とするデザインの方向性が決定した。遠藤は次いで、敵キャラクターの赤い光点が滑らかに明滅する演出も試行し、明滅の周期を心臓の鼓動に近付けると迫力が増すこと、キャラクターに意志があるように感じられることを見いだし、ゲームに採り入れている。さらに、自らが抱いていたシューティングゲームに対する矛盾点「敵が命を惜しまず自機の火線上に身を晒し、体当たりをして来ること」「料金は同額なのに、下手なプレイヤーは短時間しかプレイできないこと」を解消すべく、自機の前に敵機を出現させない、有人機に体当たりをさせないなどの原則を徹底し、空中物出現テーブルによる簡易な自動難易度調整システムを搭載して、既存のゲームとの差別化を図った。
- P2（市販機）の製作に入る際に行われた企画会議の中で、ゲームのタイトルが『ゼビウス』に決定した。響きが「メビウス」に近くて格好良い[203]、濁点が付いていて力強い[204]など、イメージ先行で付けられた名称に意味を持たせるべく、遠藤ら開発陣は架空の言語「ゼビ語」を考案する。ゼビ語はキャラクターのネーミングにも用いられ、名称に規則性・統一性を与えた。

なお、会議に出席を許されなかった遠藤はそれを不満に思い、「自分を同席させないで決められた『ゼビウス』という名に非常につまらない意味を与えてやろうと、主人公キャラでも自機の名前でもなく、敵側の星の名前にした」と後年になって明かしている。
- キャラクターデザインは、開発チームによるラフスケッチやドット絵を基に、遠山茂樹が（時に大幅なアレンジを加えて）デザイン画を描き起こし、そのデザインに沿うようドット絵を修正するという流れで作業が進められた。事前にストーリーや設定に関する説明が無かったため、遠山は「地球人と異星人の軍隊による戦い」を想定しデザインを行った。有人機・無人機などの設定も事後的に知らされたという[206]。本作における遠山の貢献は大きく、本作を象徴するキャラクターの一つであるアンドアジェネシスも遠山のリデザインによる[注釈 144]。遠藤はメイキングの中で、遠山を「『ナムコのシド・ミード』ともいうべきデザイナー」と評している[39]。

なお、本作のポスターやパンフレット、ポストカードなどで使われているメカイラストの多くは、遠山の下絵・デザイン画を鏡泰裕がクリンナップしたものである。
- 地図作成を担当した佐藤誠市のツイートによると、「ナスカの地上絵」の場所には当初「山」が表示される予定であった。しかし、退社した池上から引き継いだ地図データの山は平面的で、茶色のパッチワークのようなモノにしか見えなかったため、これを立体的に修正するよりも、ナスカの地上絵に変更した方が面倒がなく、ゼビウスの世界観にも合うのではないかと思い資料を探していた。偶然にも、地図デザイン担当の小野浩（Mr.ドットマン）が買い物帰りに手にしていたレコード屋の袋に何種類かのナスカの地上絵が描いてあったので、一番有名なハチドリ（実際にはコンドルとされるもの）をドットにおこしてもらい表示したところ好評を得たという[209][注釈 145]。

- P2が完成し社内発表されたあと、遠藤雅伸によってバックストーリー「ファードラウト」が執筆された[39]。ゲーム発売当初は公式からは紹介されず、裏設定として存在していたが、後に電波新聞社の雑誌・ムック本や音楽アルバム『スーパーゼビウス』のライナーノーツなどに掲載され、1991年には書き下ろしの単行本『小説ゼビウス ファードラウトサーガ』として双葉社より出版された（#設定）。

## 音楽
ミニマル的で無機質な「BGM」や、一般的なメカの破壊音とはかけ離れた「敵飛行物体爆発音」など、本作における独特な音の表現は、現実の「戦争」や「殺し合い」のイメージを遠ざけることを重視し、採用されたものである。

### 音楽・映像ソフト化
本作はビデオゲームのオリジナル音源を主体とした日本初の音楽アルバム『ビデオ・ゲーム・ミュージック』（1984年4月/アルファレコード）の1曲目を飾っている。このアルバムは、『ゼビウス』のファンであったY.M.O.の細野晴臣と遠藤雅伸が雑誌『ログイン』の誌上企画で行った対談をきっかけとして制作されたものであり、ゲームミュージックが音楽ジャンルとして定着していく先駆けとなった。
後に本作のアレンジ楽曲を収録した12インチシングル『スーパーゼビウス』（1984年8月/アルファレコード）や、国内初となるビデオゲームを主題とした映像ソフト、ビデオインテリアシリーズ『ゼビウス』（1984年11月/日本ビクターほか）なども発売された。

### その他
- 「スピードワゴンのキャラメル on the beach」（TBSラジオ）のオープニングに本作のBGMが使われていた。
- 『太鼓の達人 わいわいハッピー六代目』に、『ビデオ・ゲーム・ミュージック』に収録されている細野晴臣監修版の音源が収録されている。

## 流行と影響

### 本作を取り巻いた噂
本作ではこれまでにない「隠れキャラクター」というギミックを入れたことから、ゲーム内容がブラックボックスと化し、多くの噂やデマが飛び交うことになった。

#### 終局が存在する
当時、特に広まったのが「ゼビウス星」に関する噂である。その内容は「エリア1最後のボザログラムを特定の順番で破壊し、次いで森の中に出現するゾルバクを撃破すると、蜘蛛のようなキャラクター『タランチュラ』が出現する。タランチュラが吹き付けてくる糸を避けて進むと、小型のアンドアジェネシスが登場し、猛攻撃を仕掛けて来る。その後『ゼビウス星』が姿を現し終局を迎える」というもの。これは京都のとあるゲームマニアが雑誌『ログイン』の編集部を見学した折に話した根拠のない風説であったが、当時ライターとして編集部に通っていた田尻智が大堀康祐（うる星あんず）らに伝えたところ興味を示したという。その後、雑誌『ぴあ』のイベント（1983年8月27日開催）に遠藤雅伸がゲスト出演した際、一観客からの質問として、大堀が遠藤に「ゼビウス星」の真偽を問い、遠藤が禅問答のような応答ではぐらかすという一幕があったが、これを『ログイン』が記事として取り上げたことで噂は全国に広まった。

#### バキュラは破壊可能
本作で最も有名な噂として、「バキュラはザッパーを256発当てると壊れる」というものがある。しかし、通常の基板では84発以上は物理的に当てることができない。「システム上当てられないだけで、プログラム上では256発当てれば破壊できる」という噂も流れたが、これも遠藤が自身のブログや自著のミニコミ誌、テレビ番組『ゲームセンターCX』、ネット掲示板などで否定している。ゼビウスは、破壊可能なオブジェクトは全て耐久力が1発分で、オブジェクトの状態には破壊可能/破壊不可能/弾が素通りする、の三種類しか区別はない。バキュラは破壊不能なフラグを立てて処理しているので、そもそも何発当たるかは関係がない。
バキュラの破壊に関する噂を最初に文字情報として広めたのは、同人誌『ゼビウス1000万点への解法』である。著者である大堀は後のインタビューで、遠藤のファンサービス的発言を曲解して広めてしまったことを悔いる旨の発言をしている。しかし大堀に話をした遠藤自身も当時「バキュラはザッパー256発で消せる」と思い違いをしていたことを自身が記した文章「巨竜へのレクイエム」の中で明かしている。
バキュラの破壊に関する噂は有名であるが故に、他作品でパロディ的に扱われることがある。
- コナミの『極上パロディウス』（1994年）にはバキュラのオマージュキャラクター「カラー板夫Jr.」が登場する。こちらはヒット数がカウントされており、吹き出しに耐久値（255からカウントダウンする）が表示される。『ゼビウス』同様、スクロールアウトまでに256発撃ち込むことは不可能だが、青ベルのスーパーボム（ショット256発分の攻撃力を持つ画面全体攻撃）で一掃することができる。一部に耐久力が異なる個体（16発分・65536発分）も出現する。
- ニンテンドーDS用ソフト『ぼくらのテレビゲーム検定 ピコッと!うでだめし』（2008年）には、連射によってバキュラ（耐久力はザッパー16発分）を破壊していき、破壊し損ねるまでのスコアを競うミニゲームが存在する。ポイントは1発撃ち込むごとに70点。バキュラ破壊で1,000点。グラフィックなどはファミコン版からの引用・アレンジとなっている。
- コカコーラ社のwebブラウザゲーム『スプライト×ゼビウス』（2012年）ではザッパーを一定数撃ち込むと破壊できる。ポイントは1,000点。

シリーズ続編でも、バキュラは基本的に破壊不能な物体として扱われるが、破壊可能な作品も存在する。
- FC版『スーパーゼビウス ガンプの謎』（1986年）では、ザッパーを32発程当てると破壊できる（200点）。また、隠しエリアで登場する支援機「ダレイ」と自機が合体することでザッパーが強化され、1発で破壊できるようになる。
- MSX2版『ゼビウス ファードラウト伝説』（1988年）のスクランブルモードでは、画面全体攻撃アイテム「キラー」を取ると一掃することができる。
- PCエンジン版『ゼビウス ファードラウト伝説』（1990年）のファードラウトモードでは、空中物限定の画面全体攻撃アイテム「アンチエアクラフト」を取る、もしくはシオナイトを自機に随伴させ、バリア代わりにするアイテム「シオナイトアタック」や「シオナイトロール」を利用してバキュラを消すことができる。
- スマホゲーム『ゼビウス ガンプの謎はすべて解けた!? 』でもシオナイトとの接触によってバキュラを破壊することができる。

#### エリア7の地上絵に隠しボーナスポイントがある
「エリア7で地上絵の特定箇所（8×8ドット）にブラスターを7発落とすと7万点のボーナスが入る」というもの。しかしこれは遠藤が、エリア7のスペシャルフラッグゾーンだけは自身が設定したものではなかったために、それを出そうと乱射していたところを見ていたプレイヤーが誤解したことによって生じたデマである。

#### ワープゾーンが存在する
エリア16は大変難易度が高くクリアしにくいことから、「その手前のエリア15の後半部分にエリア16に遭遇しないためのワープゾーンが存在しており、そこで自機が破壊されればエリア16はスキップされ、エリア17（＝エリア7）に進むことができる」という噂もあった。これは「各エリアの70%を進行するとミスした時は次のエリアから始まる」というプログラム上の処理が、次のエリアデータをロードしたタイミング（エリアの82.5%程度の場所）でミスした場合、すでに次のエリアをロードしているにもかかわらず実行されてしまうために都合2エリア進めるというもので、実際には15エリア以外でも実行可能である。上記のエリアワープと同様の理由で、いずれかの地上物が出現する直前にミスになった場合、次に始まるときにエリア最初の森の上にそのキャラクターが出現することがある。

## スタッフ
アーケード版
原案：澤野和則（発案）、伊藤博仁 (概要書)
企画：遠藤雅伸（ゲームデザイン/ストーリー他）、池上正寿（P1仕様書） 、佐藤誠市（地図作成/P2仕様書）、岡本進一郎（難易度調整）
ハードウェア：石村繁一（CPUボード設計）、佐藤茂（ビデオボード・カスタムIC設計）
プログラム：遠藤雅伸、深谷正一（基本プログラム）、小島伸一（テストプログラム）
サウンド：慶野由利子
グラフィック：遠藤雅伸（地上マップ以外のドット絵）、遠山茂樹（オリジナルソースキャラクターデザイン）、小野浩（地図デザイン/ソルバルウのドット絵）、山下正（ロゴタイプデザイン）
国内販売：猿川昭義
X1版
プログラム：T.FUJIOKA（藤岡忠）
マップ：S.MICHIURA（道浦忍）
グラフィック：H.YOMODA
ファミリーコンピュータ版
メイン・プログラム：KEI CROSS（黒須一雄）
音楽：慶野由利子
サウンド：  大野木宜幸
アシスタント：EVERZOO END（遠藤雅伸）、HAL UDAGAWA（宇田川治久）
テスター：SHIDASHI YAMAMO（やまもとこういち）
FM-7版
プログラム：道浦忍
PC-8001mkIISR版、MZ-2500版
プログラム：NANIWA（藤岡忠）
ミュージック：Kinta
グラフィック：Ohtsuka
PC-8801版
プログラム：芸夢狂人（鈴木孝成）
PC-9801版
プログラム：AOYAMA MANABU
X68000版
プログラム：NANIWA（藤岡忠）
ミュージック：Yu-You（永田英哉）、Yoshizawa（吉沢正敏）
グラフィック：Ohtsuka

## 評価
アーケード版
- 雑誌『AMライフ』の誌上企画「読者100人のアンケート」内のランキング「人気ビデオゲームベスト10」にて、初登場となるNo.4では4位を獲得。次号No.5からコーナーが終了するNo.13まで、8か月連続[注釈 153]首位獲得を果たした。

- 月刊ゲーメスト別冊『ザ・ベストゲーム』（1991年/新声社）の人気投票企画「読者が選んだベスト30」にて10位を獲得[注釈 154]。同誌では、パワーアップアイテムが登場しない点に「少し古さを感じさせる」と指摘する一方、「縦スクロールシューティングだけでなく、さまざまなゲームに影響を与えた」として、「グラフィックは高水準 注目のアニメーション処理」、「命があるかのようなキャラクターたち」、「重要な存在 隠れキャラ」など、ゲーム内容のクオリティーや革新性を評価した。また、アナログレコードや映像ソフトなど「国内初もある関連商品」の充実や、有名同人誌『1000万点への解法』を皮切りに「ゲーム攻略を中心とした同人誌が2年間ほどはやった」事例など、ブームの盛り上がりやメディアを超えた影響についても言及している[212]。

- 『ナムコミュージアムVOL.2超研究』（1996年/メディアファクトリー）の解説では、「それまではただ遊ばれて、消費されるだけだったビデオゲームが、『ゼビウス』は違った。ありとあらゆる形態の『語り』が存在し、その言葉ひとつひとつをもって『ゼビウス』の形ができていった。」として、攻略同人誌の流行や開発者によるバックストーリー、中沢新一の文明時評[注釈 155]など「語り」の例を挙げ、「『ゼビウス』は言葉によるコミュニケーションの発生をもたらした。それはまさしく文化のはじまりにほかならない。」と結論付けている[239]。

- ゲーメストムック『ザ・ベストゲーム2』（1998年/新声社）のランキング企画「読者が選ぶベストゲーム」にて、第28位を獲得した[240][注釈 156]。

また、編集部がゲーム史的観点からピックアップした作品を解説する「ザ・ベストゲーム」のコーナーでは、本作を縦スクロールシューティングゲームの草分け的存在と位置付け紹介している。具体的には、「それまでにもスクロール型のゲームはあったが、ゼビウスは美しいグラフィックでリアルな地形を表現し、実際の空間を旅しているような感覚を与えることに成功している」、「ゲーム中に、世界観を作り上げることに成功したのはこのゲームが最初だったかも知れない」として、本作の映像表現や演出面の革新性を評価した。さらにゲーム内容については、「ブラスターはカーソルの部分に投下するため、相手の砲台を狙い撃ちしなければならない。戦略的に狙い撃っていく必要があるが、そこにパターンにならない空中物が組み合わさって、奥の深いゲーム性を生んでいた」、「何もない場所をブラスターで撃つと、隠し要素としてソル＆スペシャルフラッグ（1UP）が登場するのもこのゲームの面白さの1つ」と各種要素に触れ、「完成されたゲーム」であると評価を下している。
- 『ゼビウス』の原案である『シャイアン』を企画した澤野和則は、長時間遊ばれたアーケード版は商業的には失敗で、日本以外で売れなかったが、家庭用ゲームソフトとしては成功したと振り返った[242]。

ファミリーコンピュータ版
- ゲーム誌『ユーゲー』では、「たかが1万5千円程度のマシンで『ゼビウス』の魔力が再現できるものかと言う人もいたが、意外にも再現度は高かった。むしろ最高の出来だったと言ってもいい」、「この1本で、STGをやるならパソコンよりFCという風潮が広まったように思う」と評している[236]。

## スーパーゼビウス
1984年に『ゼビウス』の続編である『スーパーゼビウス』(Super Xevious) が発売された。本作はROM交換による販売を前提とし、『ゼビウス』のプログラムを手直しする形で作られている。
前作『ゼビウス』には一回当たりのプレイ料金が低いイタリア・スペイン向けの高難易度バージョンがあり、それを伝聞した日本のヘビーユーザーから国内販売の要望が挙がったため、上級者向けの別バージョンとして本作が製作された。基本ルールや地上物の配置はほぼ同じながら、空中物出現パターンの改変による大幅な難易度の上昇と、「戦車」や「ファントム」など各種キャラクターの追加が特徴となっている。前作16エリアを容易に周回できるスキルを持つプレイヤーに向けたバージョンであり、特定の店舗にのみ販売された。
以下に記載する追加キャラクターの名称（※ゼビカイトを除き仮称）は「スーパーソフトマガジン」1984年7月号（電波新聞社）の記事を、また括弧内の英語名は『ナムコクラシックコレクションVol.1』（1995年）のエンドクレジットを出典とする。
- 戦車 (TANK) ：エリア8の二本目の川の手前に単独で出現する友軍の黒い戦車。旧来型の履帯や砲塔を備えているが、移動・攻撃能力は無い。スペシャル同様、自機が上空を通過すると残機が1機増える、若しくは10,000点が加算されるが、ブラスターで破壊してしまうと同士討ちのペナルティとして、それまでに稼いだスコアが0点に戻される[注釈 159]。
- ファントム (JET / PHANTOM) ：撤退が遅れ取り残された友軍の戦闘機「F-4 ファントムII」[224][249]。エリア10終盤の滑走路上に出現し、画面左端へ向かって離陸していく。友軍機であるため、ザッパーを当ててしまうとスコアが0点に戻される[注釈 160]。また、エリア15の終盤にも少し大きめのグラフィックで登場するが、画面を通過するのみで当たり判定は無い。『ナムコクラシックコレクションVol.1』では両者を別のキャラクターとして扱い、前者を“JET”、後者を“PHANTOM”としている。
- ヘリコプター (HELICOPTER) ：エリア14終盤の滑走路上に出現する友軍機。プロペラは回転しているものの地上物として設定されており、移動・攻撃能力は無い。ブラスターによる破壊でスコアが0点に戻されるのは戦車と同様だが、通過によるボーナスは無い。
- ゼビカイト[注釈 161](GALAXIAN) ：エリア16終盤でのみ登場するゼビウス軍の戦闘機。画面上部より複数機で飛来し、スパリオを連射しつつ画面下方向に直進。ソルバルウが近付くと横方向にカーブを描いて逃げていく。ポイント（得点）は150点。通称は「ギャラクシアン」だが、正確には同作に登場する「ボスエイリアン（ギャルボス）」を模したキャラクターである。そのドットパターンは音楽ソフト『スーパーゼビウス』のジャケット裏面などで[注釈 162]、遠山茂樹による設定画は『ALL ABOUT namco』などで確認できる[注釈 163]。

これらのキャラクターは本作のために新たにデザインされたものではない。グラフィックデータは前作『ゼビウス』のROMにも存在し、ゲーム起動時のセルフテスト画面で、GALAXIAN・TANK・PHANTOM・HELICOPTER・木製の橋・バキュラ製の橋（スーパーでも未出現）・犬が確認できる。
本作では、ソルの出現・破壊によるポイントが各2,000点から各1,000点に下げられ、ブラグスパリオはザッパー1発あたり500点から2,000点に引き上げられている。これらの変更は、プレイヤーの知識よりテクニックを評価しようとする開発者の狙いによるものである。
本作の移植版は、MZ-2500版（1986年）・X68000版（1987年）・PS版『ゼビウス3D/G+』（1997年）・Win版『ナムコヒストリー Vol.1』（1997年）・DS版『ナムコミュージアムDS』（2007年）などに前作の移植版と共に収録されている。2025年5月1日にはアーケードアーカイブス（Nintendo Switch/PlayStation 4）にて、本作単品での配信・販売が開始された。
1986年9月にFC版独自の続編として『スーパーゼビウス ガンプの謎』が発売され、また同月中には任天堂VS.システム対応タイトルとして、アーケードへの逆移植もなされている。ただし同作のゲーム内容はAC版『スーパーゼビウス』とは別物であり、遠藤雅伸も開発には関わっていない。

## 関連作品

### コンピュータゲーム
- スーパーゼビウス ガンプの謎（1986年/ナムコ/ファミコン）

- ゼビウス ファードラウト伝説（1988年/ナムコ/MSX2）
  - ゼビウス ファードラウト伝説（1990年/ナムコ/PCエンジン）

- ソルバルウ（1991年/ナムコ/アーケード）

- ゼビウス3D/G（1996年/ナムコ/アーケード）
  - ゼビウス3D/G+（1997年/ナムコ/PlayStation） - 『ゼビウス3D/G』・『ゼビウス』・『スーパーゼビウス』・『ゼビウス・アレンジメント』の4作品を同時収録。『ゼビウス3D/G』を除く3作品は、アーケードタイトル『ナムコクラシックコレクション Vol.1』（1995年）からの移植となっており、『ゼビウス』と『スーパーゼビウス』はエンディングの有無やエンディングまでの周回数を設定することができる。また、『ゼビウス3D/G』と『ゼビウス・アレンジメント』は本ソフトが唯一の家庭用移植となっている（2024年現在）。

- ゼビウス スクランブルミッション（2006年3月下旬[252][253]/バンダイ） - プラグ&プレイ型ゲーム機『Let's!TVプレイCLASSIC ナムコノスタルジア1』に『ゼビウス』とともに収録。巨大要塞アンドアジェネシスの内部に侵入したソルバルウを操り、制限時間内に「コア[注釈 166]」を破壊するのが目的。全6ステージ構成で、制限時間は各ステージ1分30秒。ステージ道中の要塞通路では、ソルバルウの移動は横方向のみに制限され、上下入力によりスクロール速度が変化する。コアが登場するとスクロール速度が固定され、8方向移動が可能となる。コアを撃退（もしくは破壊[注釈 167]）するとステージクリアとなり、ボーナス点が加算される[注釈 168]。残機制限は無く、ミスした際はその場復活となる。制限時間内にステージクリアできなければゲームオーバー。上位5位までのネームエントリーおよびコンティニューが可能となっている。

- ゼビウスリザレクション - PlayStation 3版『ナムコミュージアム.comm』（配信期間：2009年1月29日[156] - 2018年3月15日[157]）に収録[254][255]。開発はキャトルコール[256]。HD環境に対応し、グラフィックが強化されている。ゲーム性に関わる変更点としては、敵の攻撃に「レーザー[注釈 169]」が追加され、その対抗手段として、ソルバルウに回数制限制の「シールド[注釈 170]」が追加されている。ゲームは周回無しの全16エリア構成で小惑星が漂う宇宙エリアからスタート。地球に降下後、地上エリア・敵基地エリアへと侵攻し、ガンプとの対決までが描かれる。地上エリア（エリア4 - 12）のマップには、原作の地形や敵の配置を模したデザインが随所に施されている。2P協力プレイが可能で、コンティニューは回数制限付き[注釈 171]。ネームエントリーは無いが、上位5位までのスコア・到達エリア・プレイタイムが記録される。また、実績要素として12種類の「スタンプ」が用意されており、入手することによってPlayStation Homeで使用可能なリワードアイテムを獲得できる[258]。

- DOORSゼビウス（2009年） -  TBSで2009年（平成21年）4月5日に放送されたテレビ番組『DOORS 2009春』のアトラクションのひとつとして『アルカノイド』とともに『DOORSゼビウス』が登場している[259]。操作は足元のセンサーを用い2人が協力して行うもので、1人がソルバルウの縦移動とブラスターの発射を行いもう1人がソルバルウの横移動とザッパーの発射を行う。プレイの様子は巨大モニターで映し出され、ステージもTBSに関連のある建物があったりとオリジナルになっていた。最終的に獲得した得点で競い、アンドアジェネシス（番組では「マザーシップ」と呼称）を撃破しオールクリアしたのはお笑いコンビの響のみであった。

- スプライト×ゼビウス（2012年） - コカ・コーラ社の炭酸飲料「スプライト」とのコラボレーション。2012年5月8日より同社公式サイトにてwebブラウザゲームとして無料公開された[260]。アーケード版におけるエリア1・3・4をプレイし、ハイスコアを競う内容となっており、通常の敵に交じってスプライトのボトルやキャップを模した敵キャラクターが登場する[注釈 172]。また、エリア3の地上絵はスプライトのロゴマークに変更されている[261]。操作はキーボードまたはマウスでソルバルウの移動とブラスターの発射を行う（ザッパーは常時自動で連射される）。残機制限は無く、ミスした場合はその場で復活する。エリア4で出現するアンドアジェネシスを倒すか時間経過で撤退させると、画面が炭酸の泡で覆われゲーム終了となる。コカ・コーラパークIDでのログインによる全国ランキングへの登録が可能で、登録者を対象としたプレゼントキャンペーンも実施された。

- ジョビウス（2017年） - コカ・コーラ社の缶コーヒー「ジョージア」とのコラボレーション。iOS・Android向けスマートフォンアプリ「Coke ON」内の期間限定コンテンツ「ジョージア ゲームセンター」にて、2017年8月上旬より公開された[262][注釈 173]。ゲームを遊ぶには、1プレイあたり「ジョージアメダル」（アプリ内で獲得できる仮想メダル）が1枚必要となる[266]。内容はアーケード版のエリア1 - 8にアレンジを加えたもので、製品アピールとして独自の隠れキャラクター[注釈 174]や地上絵[注釈 175]、コーヒーブレイク[注釈 176]などの演出が追加され、アンドアジェネシスも「エメラルドマウンテンブレンド」のイメージカラーである青いカラーリングに変更されている。ソルバルウは全3機で、エクステンドは無し。スマートフォン用であるため、画面比率はアーケード版より縦に長く、スワイプでソルバルウの移動操作を行う[注釈 177]。また、地上物の配置や空中物の挙動・出現パターンなども独自の仕様となっており[注釈 178]、エリア7終盤に登場するアンドアジェネシスを倒すと祝福メッセージが表示され、エリア8序盤でゲーム終了となる。ネームエントリーは無いが、ハイスコアは記録される。

公式のシリーズ作品ではないが、バンダイナムコ「カタログIPオープン化プロジェクト」にて許諾された作品について以下に記載する（※全ての作品はプロジェクトの終了に伴い、2020年3月末を以て公開を終了している）。
- ゼビウス ガンプの謎はすべて解けた!?
  - iOS、Android 2016年6月22日配信開始（配信元:ドリームファクトリー）[268]
  - 原作の世界観を独自解釈で発展させた内容で、マップ・キャラクターは全てボクセルで構成されている[注釈 179]。モードは初期状態で選択可能な2種「ARCADE 昔なつかしいアーケードモード」・「GAMP ガンプ発動パワーアップモード」に加え[269]、ゲームを進めることで「XEVIOUS ゼビウス軍VSソルバルー隊」が解放される。公開当初、画面表示はクォータービューのみであったが、アップデートにより原作準拠の見下ろし型縦スクロール画面も選択できるようになった[270]。
- ゼビウス魔の二千機攻撃
  - Android 2020年3月10日、iOS 2020年3月24日配信開始（配信元：小泉勝志郎）
  - 『ファミコンロッキー』第2話に登場する「ゼビウス魔の二千機攻撃」をゲーム化したもの。プレイヤーキャラにはファミコンロッキー以外に渚の妖精ぎばさちゃんも登場する[271]。

### 映像作品

#### ビデオインテリアシリーズ『ゼビウス』
ビデオゲームを主題とした初の映像ソフト。音楽家神谷重徳による本作をモチーフとした楽曲（全8曲）を背景に、全16エリア（2周目エリア9序盤まで）のノーミスプレイ映像と、スローを用いたキャラクター紹介映像が収められている（ゲームの音声は冒頭のコイン投入SEのみ）。環境映像的な趣向の作品となっており、攻略要素は重視されていない。収録時間は約29分。VHD版 (型番：VHM58064) は1984年11月5日に日本ビクターより、VHS版 (CSMV0039) およびベータマックス版 (CZMV-39) は同月21日にCIC・ビクタービデオより発売。

#### CG短編映画『ゼビウス』
1988年にナムコCGプロジェクトによって制作された2分ほどの短編映像作品。内容は、近未来のロボットが、ゼビウスを題材とした立体映像の3Dシューティングゲームをプレイするうちに、ゲームの世界に没頭していくというもの。国内最大規模のCG関連総合展「ニコグラフ'88」で注目を集め、翌89年に米国National Computer Graphics Association主催のCGコンペ「NCGA’89」にて、コーポレート・プレゼンテーション部門2位入賞を果たした。1992年にビクター音楽産業より発売された映像ソフト『ソルバルウ』（LD/VHS）に特典映像として収録されている。

#### 劇場版『XEVIOUS』
劇中タイトルは「XEVIOUS 知られざる過去」。2002年8月10日に映画レーベル「ガリンペイロ」作品としてテアトル池袋で公開されたフルCGアニメーション映画。上映時間75分。2002年9月25日にVHS・DVD同時発売と発表されたが、発売されることなく現在（2010年）に至っている。ゲームのシナリオから1万年後が舞台。総監督を立てずキャラクターとメカニックの制作をCGパート毎に分けるなど、CGアニメの実験作的意味合いが強く完成度が高いとはいえない作品となっている。

##### ストーリー
西暦2015年、宇宙パイロットのタケルと人型コンピュータ・マーサは、謎の巨大宇宙船の中で行方不明のサラと瓜二つの機械生命体ルウ・ミーと出会い、人類の宿敵ガンプの存在を知らされる。地球侵攻まで40分しかない中、タケルはソルバルウに乗り込みガンプの基地アンドア星へ向かった。

##### スタッフ
- 製作総指揮：中村雅哉
- エグゼクティブプロデューサー：橋口隆二
- クリエイティブプロデューサー：清野一道
- 制作：本間偵顕微
- 監修：清野一道
- 制作：松井建始
- 設定・演出補：小倉信也
- 音楽：長池秀明
- 脚本：紫堂縞緒音
- 製作：株式会社ナムコ
- 配給：グルーヴコーポレーション

##### キャスト
- タケル：有馬克明
- サラ、ルゥ・ミー：柚木涼香
- マーサ：荒木香恵
- パットナム：秋元羊介
- オペレーター：中井和哉、遊佐浩二、関口英司、田中伸幸

### その他
- ゲームキット ゼビウスマップ(1985年[注釈 181]、日本ビクター) - 『ゼビウス』全16エリアのスクロールマップ映像が記録されたVHDソフト（型番：VIA1502）。VHDpc INTER ACTIONでの使用を前提とした、ゲーム制作用素材データ集であり、本来の目的で使用するには、VHDpc対応プレイヤー・VHDインターフェースが用意されたPC（MSX・X1シリーズなど）・VHDインターフェースなどが必要となる。付属の解説書には、ゼビウスのキャラクター紹介・使用楽曲の楽譜・遠藤雅伸による「ゼビウス軍兵器開発小史」などが記載されている[276]。

- スーパーアドベンチャーゲーム ゼビウス（1985年、東京創元社）- 古川尚美著、中島信貴イラスト。本作の設定を基に作られたゲームブックで、トーロイドやタルケンなどの敵キャラクターが出現する一方、自機ソルバルウは登場せず、テレポートで単身ゼビウス星に送り込まれた主人公がガンプの破壊を目指す独自のストーリーとなっている。本書はナムコが制作・著作した最初の書籍とされる[277]。

- 仮面ライダー×スーパー戦隊 超スーパーヒーロー大戦（2017年、東映の映画作品） - ゲームの世界からアンドアジェネシスを始めとするゲームのキャラクターが現実世界に出現して無差別攻撃を開始し、仮面ライダーとスーパー戦隊が立ち向かうというストーリーである。

## 備考
- プレイ中、普段はありえない方向（右と左、上と下など）のスイッチを同時に入れると、ソルバルウが異常なスピードで変な方向へと動く。
- テレビドラマ『ノーコン・キッド 〜ぼくらのゲーム史〜』（2013年）に、ストーリーに関わるアイテムとして複数回に渡り登場。遠藤雅伸もゲスト出演している。
- PROJECT ACESがAC04エンジンで制作されたリメイク企画があったもののお蔵入りとなり、トレイラーのみ公開された[278]。